# Jeńcy sowieccy w niewoli niemieckiej (1941–1945)
Jeńcy sowieccy w niewoli niemieckiej w latach 1941–1945 – około 5,7-milionowa grupa żołnierzy Armii Czerwonej, wziętych do niewoli przez wojska niemieckie w trakcie działań wojennych prowadzonych na froncie wschodnim II wojny światowej w latach 1941–1945.
Z tej grupy nawet do 3,3 mln jeńców nie dożyło wyzwolenia. Większość z nich zginęła na skutek wyniszczających warunków niewoli – świadomie stworzonych przez Niemców w obozach jenieckich. Ponadto setki tysięcy wziętych do niewoli czerwonoarmistów padło ofiarą bezpośredniej eksterminacji, prowadzonej między innymi w nazistowskich obozach koncentracyjnych. Po zakończeniu wojny ocaleni jeńcy byli masowo represjonowani przez stalinowski reżim.

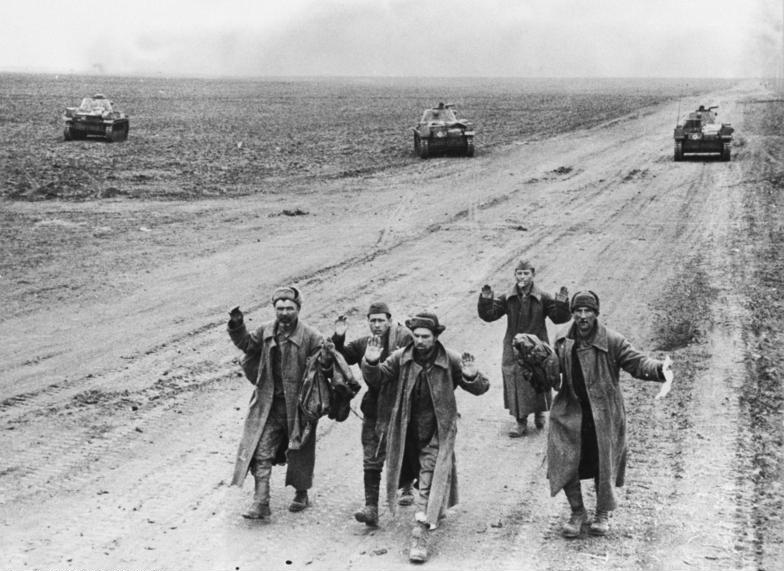
Wzięci do niewoli czerwonoarmiści, Krym

## Źródła niemieckiej polityki wobec jeńców sowieckich
III Rzesza pozostawała sygnatariuszem szeregu konwencji regulujących status jeńca wojennego. Mimo tego stosunek Niemców do wziętych do niewoli żołnierzy przeciwnika opierał się przede wszystkim na rasistowskich założeniach ideologii nazistowskiej. Z tego względu w czasie II wojny światowej Niemcy stosowali dyskryminację określonych kategorii jeńców – polegającą na zróźnicowaniu ich traktowania w zależności od tego, do jakiej rasy dany jeniec należał (w rozumieniu nazistowskim), albo jaka była jego przynależność narodowościowa lub państwowa. Na szczycie hierarchii znajdowali się żołnierze anglosascy, a następnie jeńcy z pozostałych państw Europy Zachodniej (Francji, Belgii, Holandii, Norwegii), których zasadniczo traktowano zgodnie z postanowieniami prawa wojennego. Gorszemu traktowaniu podlegali jeńcy polscy, jugosłowiańscy i włoscy. Najniżej w jenieckiej hierarchii znajdowali się natomiast wzięci do niewoli czerwonoarmiści.
Sprzeczny z jakimikolwiek zasadami humanitaryzmu stosunek Niemców do wziętych do niewoli czerwonoarmistów był jednak przede wszystkim pochodną celów i charakteru wojny, którą III Rzesza prowadziła przeciwko Związkowi Radzieckiemu. W oczach Hitlera i pozostałych nazistowskich przywódców nie był to bowiem zwykły konflikt, lecz wojna przeciwstawnych ideologii i ras, której celem było „zniszczenie azjatycko-barbarzyńskiego bolszewizmu” oraz zdobycie tzw. „przestrzeni życiowej na Wschodzie” (niem. Lebensraum). Zgodnie z założeniami tzw. „Generalnego Planu Wschodniego” (Generalplan Ost) zdobyte przez Wehrmacht terytoria ZSRR miały w ciągu 25 lat zostać „oczyszczone” ze Słowian oraz nienadających się do zgermanizowania przedstawicieli innych narodowości. „Zbędny” materiał ludzki miał zostać przesiedlony na Syberię albo fizycznie wyniszczony w sposób bezpośredni lub pośredni (poprzez niewolniczą pracę). „Oczyszczone” w ten sposób tereny miały stać się obszarem niemieckiej i germańskiej kolonizacji. Założenia „Generalnego Planu Wschodniego”, jak również tezy rasowe i polityczne zawarte w Mein Kampf, skazywały narody ZSRR na biologiczne wyniszczenie, wysiedlenie lub niewolniczą pracę na rzecz nowych panów. Z założeń tych wynikały również brak jakiejkolwiek troski władz III Rzeszy o los wziętych do niewoli czerwonoarmistów, jak również eksterminacja określonych grup jeńców.
ZSRR nie podpisał konwencji genewskiej z 27 lipca 1929 roku „O traktowaniu jeńców wojennych”, co stanowiło koronny argument stosowany przez Niemców dla usprawiedliwienia niehumanitarnego traktowania radzieckich jeńców. Ta interpretacja nie znajdowała jednak żadnego uzasadnienia w przepisach prawa konfliktów zbrojnych. Sygnatariusze traktatu nie byli bowiem zwolnieni z obowiązku jego przestrzegania nawet w sytuacji, gdy przeciwnik nie był jego stroną. Ponadto ZSRR i III Rzesza pozostawały sygnatariuszami IV konwencji haskiej z 1907 roku oraz tzw. konwencji czerwonokrzyskiej z 1929 roku, które nakazywały humanitarne traktowanie wziętych do niewoli żołnierzy przeciwnika.

## Jeńcy w hitlerowskich planach inwazji na ZSRR

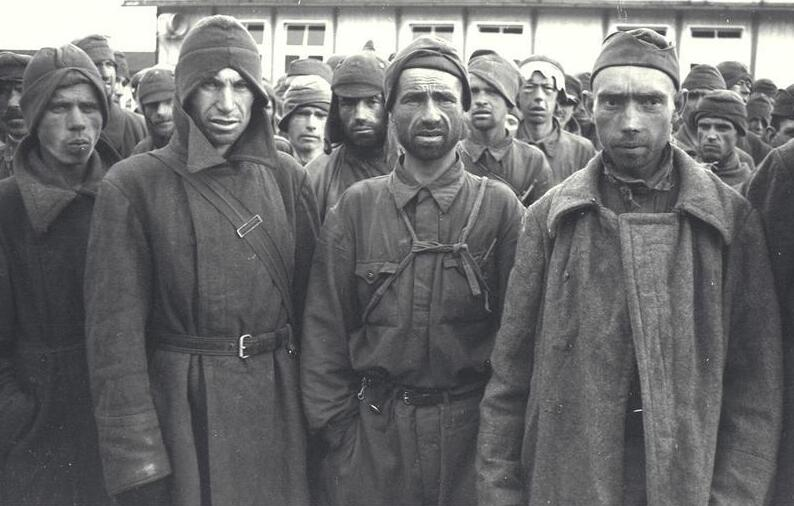
Jeńcy sowieccy, październik 1941

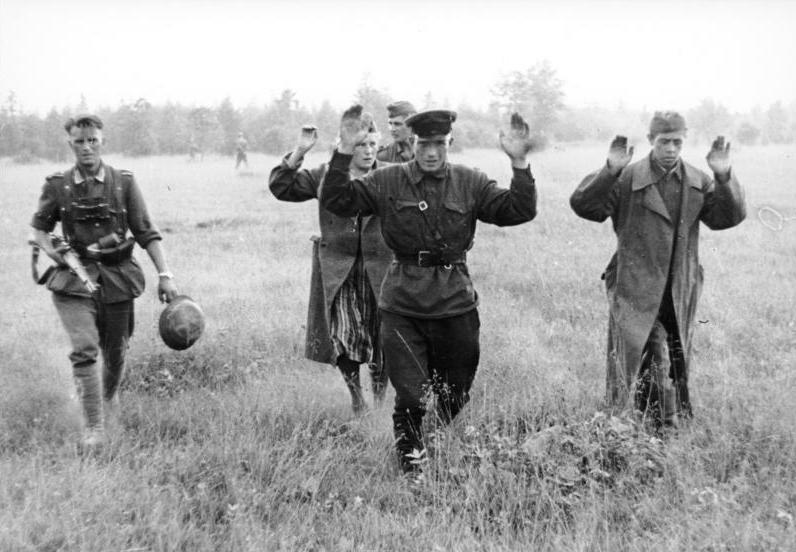
Niemieccy żołnierze eskortujący jeńców schwytanych podczas walk na północy ZSRR, lato 1941

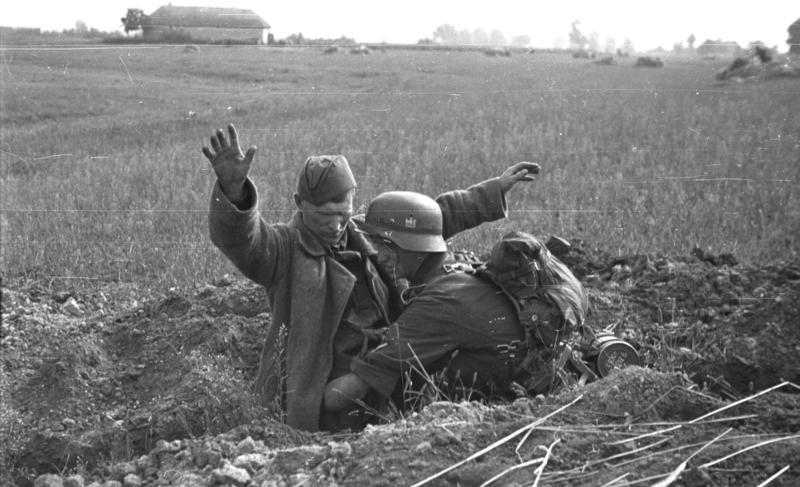
Niemiecki żołnierz przeszukujący pojmanego żołnierza radzieckiego, 2 września 1941

Nigdy nie wyszedł na jaw żaden bezpośredni dowód, iż w fazie planowania operacji „Barbarossa” wydano konkretny rozkaz dotyczący uśmiercenia milionów sowieckich jeńców. Szereg rozkazów wydanych jeszcze przed rozpoczęciem kampanii na wschodzie pozwalał jednak przewidzieć, jaki los będzie czekał wziętych do niewoli czerwonoarmistów.
27 marca 1941 feldmarszałek Walther von Brauchitsch, stojący na czele niemieckiego Naczelnego Dowództwa Wojsk Lądowych (Oberkommando des Heeres – OKH), oświadczył dowódcom wyznaczonym do poprowadzenia kampanii przeciwko ZSRR, że ich oddziały „muszą sobie uświadomić, że walkę tę będzie toczyć jedna rasa przeciwko innej rasie i że będzie ona prowadzona z całą niezbędną surowością”.
30 marca 1941 w Kancelarii Rzeszy odbyła się konferencja z udziałem Hitlera i najważniejszych dowódców Wehrmachtu (obecni byli m.in.: feldmarszałek Walther von Brauchitsch, feldmarszałek Wilhelm Keitel – szef Naczelnego Dowództwa Wehrmachtu oraz generał Franz Halder – szef Sztabu Generalnego Wojsk Lądowych). Hitler szczegółowo wyjaśnił wówczas generałom swoje zamiary w stosunku do ZSRR i ludności tego państwa. Jasno dał do zrozumienia, że nieograniczona bezwzględność będzie regułą, wedle której Niemcy podbiją i spacyfikują swoją nową domenę. Pierwszy raz pojawiła się wówczas także zapowiedź likwidacji poszczególnych kategorii jeńców. Führer oznajmił bowiem, że wojna przeciw Sowietom będzie wojną eksterminacyjną, gdyż komunizm jest ideologią z natury aspołeczną i stanowi dla Niemiec ogromne zagrożenie. „Bolszewickich” przywódców określił mianem kryminalistów, których należy odpowiednio potraktować. Z tego względu normalne reguły gry, ani tym bardziej zasada rycerskości nie będą mogły mieć zastosowania podczas konfliktu na Wschodzie. Niemcy mieli odrzucić pojęcie wspólnego losu żołnierskiego oraz wyeliminować sowieckich komisarzy politycznych i funkcjonariuszy OGPU. Ponadto celami kampanii miały być zlikwidowanie sowieckiej inteligencji oraz niedopuszczenie do jej odrodzenia w przyszłości. Hitler zaznaczył, że przy realizacji tych celów nie będzie wymagane trzymanie się ram prawnych ani angażowanie sądownictwa wojskowego.
3 kwietnia 1941 roku generał Eduard Wagner – Generalny Kwatermistrz Wojsk Lądowych (Generalquartiermeister in OKH) – wydał rozkaz zatytułowany „Instrukcja specjalna dotycząca zaopatrzenia, część C”. Regulowano w nim m.in. kwestię traktowania wziętych do niewoli czerwonoarmistów, które miało być właściwe pod warunkiem, że wojska niemieckie nie będą musiały się obawiać zdradzieckich zachowań ze strony jeńców. Rozkaz zalecał „całkowitą likwidację jakiegokolwiek oporu czynnego lub biernego” [ze strony jeńców]. Zaznaczono także, że jeńcy wykazujący chęć do pracy otrzymają „wystarczające wyżywienie”. Koncepcja właściwego traktowania wziętych do niewoli czerwonoarmistów rychło padła jednak ofiarą zasady tzw. „konieczności wojskowej” wraz z towarzyszącą jej ideologią nazistowską.
13 maja 1941 Naczelne Dowództwo Wehrmachtu (Oberkommando der Wehrmacht – OKW) wydało rozkaz pt. „Zarządzenie o wykonywaniu jurysdykcji wojskowej w strefie Barbarossa oraz stosowaniu przez wojska środków specjalnych”, znany również jako rozkaz o „Jurysdykcji Barbarossa” (Gerichtsbarkeit Barbarossa). Dokument ten upoważniał każdego oficera niemieckiego na terenie przyszłej okupacji niemieckiej na wschodzie do wykonania egzekucji bez sądu i bez wszelkich formalności, na każdej osobie podejrzewanej o wrogi stosunek do Niemców (dotyczyło to również jeńców wojennych). Rozkaz ten zwalniał jednocześnie od odpowiedzialności karnej tych żołnierzy niemieckich, którzy dopuścili się zbrodni przeciwko ludności ZSRR i jeńcom wojennym – nawet jeżeli popełnione przez nich czyny podlegały karze w świetle przepisów niemieckiego prawa. Postępowanie dyscyplinarne przeciwko winowajcy mogło być wdrażane wyłącznie w sytuacji, gdy jego przełożony uznał to za stosowne. Feldmarszałek von Brauchitsch opatrzył ten rozkaz specjalnym załącznikiem, który precyzował, że będzie on stosowany wyłącznie w wypadkach, gdy nie ucierpi na tym dyscyplina wojskowa (24 maja 1941). W rzeczywistości załącznik ten wydano jedynie z myślą o zapobieżeniu indywidualnym ekscesom, natomiast eksterminacyjne założenia dokumentu nie zostały w żaden sposób podważone. Rozkaz o „Jurysdykcji Barbarossa” stał się pierwszą podstawą „prawną” dla późniejszej praktyki zabijania bez sądu sowieckich komisarzy politycznych.
19 maja 1941 OKW wydało kolejny rozkaz, zatytułowany „Wytyczne zachowania się wojsk w Rosji”. Zalecał on m.in. ostrożne postępowanie z sowieckimi jeńcami wojennymi – w szczególności z żołnierzami pochodzenia azjatyckiego – których określono jako „przebiegłych, nieprzewidywalnych, skrytych i okrutnych”.
6 czerwca 1941 OKW wydało „Wytyczne do traktowania komisarzy politycznych” – znane powszechnie jako „Rozkaz o komisarzach” (Kommissarbefehl). W rozkazie określono oficerów politycznych Armii Czerwonej mianem „nosicieli oporu, nienawiści i okrucieństwa” i stwierdzono, że nie przysługuje im status jeńca wojennego. Kommissarbefehl nakazywał natychmiastową egzekucję każdego schwytanego w walce komisarza politycznego (siłą rzeczy musiała ona być w takim wypadku dokonywana rękami żołnierzy Wehrmachtu). Politrucy, których nie podejrzewano o bezpośredni udział w walkach bądź „wrogie czyny” wobec Niemców, mieli natomiast być przekazywani w ręce funkcjonariuszy specjalnych grup operacyjnych SD i policji bezpieczeństwa (Einsatzgruppen), działających na tyłach frontu wschodniego.
16 czerwca 1941 – na tydzień przed rozpoczęciem inwazji na ZSRR – OKW wydało rozkaz częściowo regulujący kwestię traktowania sowieckich jeńców wojennych. W dużej mierze powielał on poprzednie rozkazy, podkreślając że: bolszewizm jest śmiertelnym wrogiem Niemiec; postępowanie ze wszystkimi żołnierzami sowieckimi – w szczególności Azjatami – wymaga szczególnej ostrożności; każdy przejaw oporu czynnego lub biernego musi być bezwzględnie tłumiony. Dokument wskazywał również, iż ZSRR nie podpisał konwencji genewskiej oraz nie zawierał żadnego zapisu na temat konieczności jej przestrzegania przez żołnierzy Wehrmachtu. Co więcej, już wówczas przewidywano złamanie kilku istotnych postanowień konwencji. W szczególności:
- jeńcy sowieccy mieli pracować – między innymi bezpośrednio na rzecz niemieckich oddziałów frontowych;
- stosowane wobec jeńców środki dyscyplinarne miały nie podlegać ograniczeniom nakładanym przez prawo międzynarodowe;
- jeńcy nie mieli prawa otrzymywać jakiejkolwiek pomocy ze strony osób i państw trzecich, jak również pomocy ze strony organizacji humanitarnych w rodzaju Czerwonego Krzyża;
- nazwiska jeńców nie mogły być przekazywane do wiadomości Czerwonego Krzyża[7].

Powyższy rozkaz nie regulował kwestii wyżywienia jeńców, chociaż miała ona pierwszorzędne znaczenie. Zakładano, że problem ten zostanie załatwiony w późniejszych rozkazach. W rzeczywistości ogromny wpływ na kwestię wyżywienia jeńców miały „Polityczno-gospodarcze wytyczne dla organizacji na Wschodzie” opracowane przez Główny Wydział Gospodarczy Wehrmachtu (23 maja 1941). Geneza „wytycznych” sięga wczesnych etapów planowania operacji „Barbarossa”, kiedy to dla niemieckich sztabowców stało się jasne, że ogromne odległości do linii frontu oraz uboga infrastruktura transportowa ZSRR nie pozwolą na dostarczenie niemieckim żołnierzom odpowiedniej ilości zaopatrzenia z magazynów na terytorium Rzeszy. W tej sytuacji postanowiono, że do przełomu 1941 i 1942 roku „cała armia niemiecka” będzie „żywić się na koszt Rosji”. W tym celu Niemcy zamierzali masowo konfiskować „nadwyżki” żywności z najbardziej produktywnych rolniczo południowych regionów ZSRR. Słowo „nadwyżki” odnosiło się w tym kontekście do żywności, która w normalnych warunkach była przeznaczona na wykarmienie populacji miejskiej, a także ludności północnych regionów ZSRR (mniej wydajnych pod względem rolniczym). Z czasem niemieckie plany nabrały jeszcze większego rozmachu – konfiskowane artykuły spożywcze miały posłużyć nie tylko do wyżywienia żołnierzy na froncie, lecz także umożliwić III Rzeszy kontynuowanie wojny bez nadmiernych kosztów dla własnej ludności cywilnej. Co więcej, realizacja wytycznych miała spowodować „likwidację przemysłu, a zarazem znacznej części ludności w regionach deficytu”, a tym samym cofnąć Związek Radziecki do ery przedindustrialnej. Niemieccy przywódcy świadomie założyli, że na skutek realizacji tego planu umrze z głodu blisko 30 mln obywateli ZSRR. Z tego względu wytyczne nazywane są przez historyków „planem głodowym”.
W sytuacji, gdy nazistowscy przywódcy z rozmysłem planowali zagłodzenie 30 mln obywateli ZSRR, nie należało oczekiwać, że będą oni przywiązywali większą wagę do losu jeńców wojennych. Na przełomie maja i czerwca 1941 roku sztaby kilku niemieckich armii na Wschodzie wydały instrukcje, w których nakazywano, aby jeńcy otrzymywali tylko niewielkie ilości pokarmu najgorszej jakości. Niektóre rozkazy z góry przewidywały, że wartość kaloryczna jenieckich racji będzie znajdować się na poziomie niższym od minimum niezbędnego do przeżycia.

## Niewola i warunki transportu

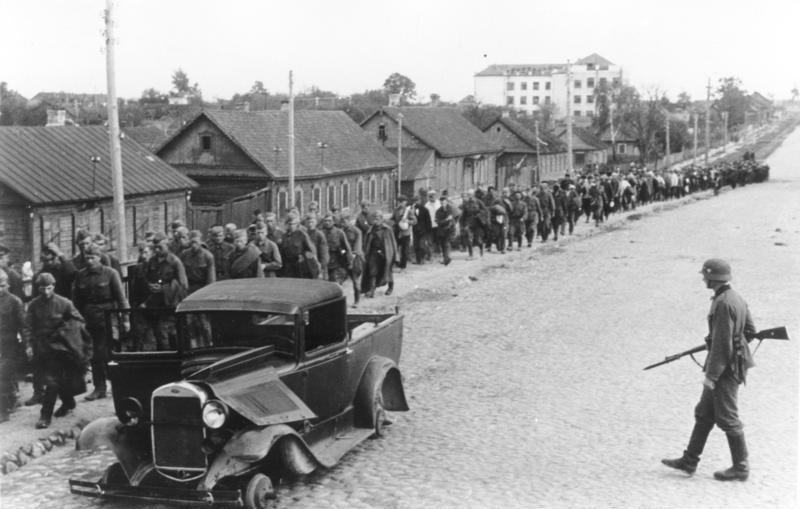
Kolumna jeńców w drodze na zachód

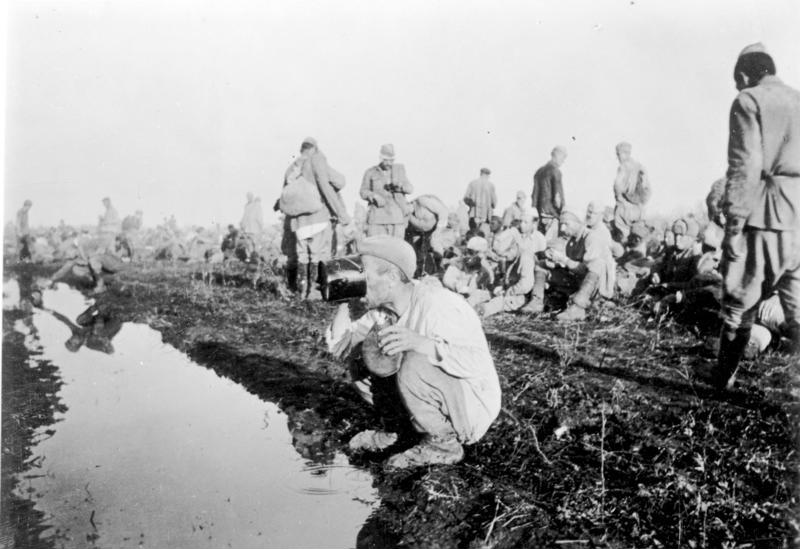
Postój

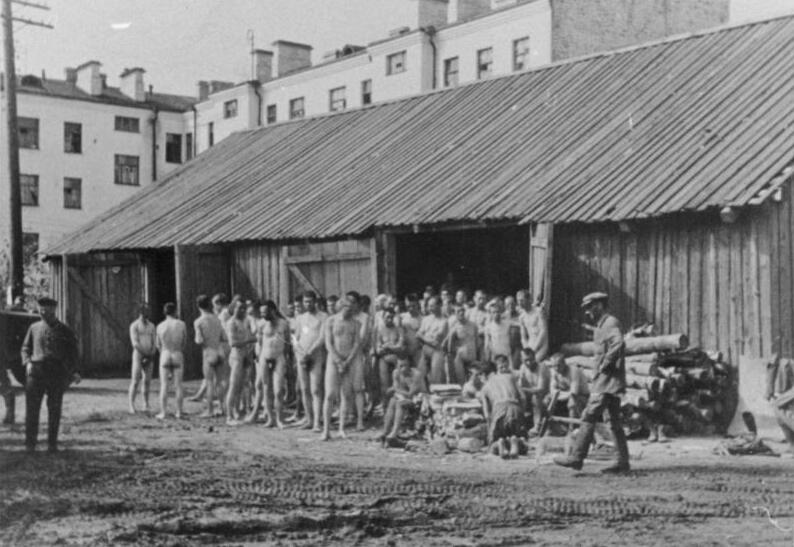
Obóz przejściowy w Witebsku, zdjęcie przedstawia jeńców podczas odwszawiania

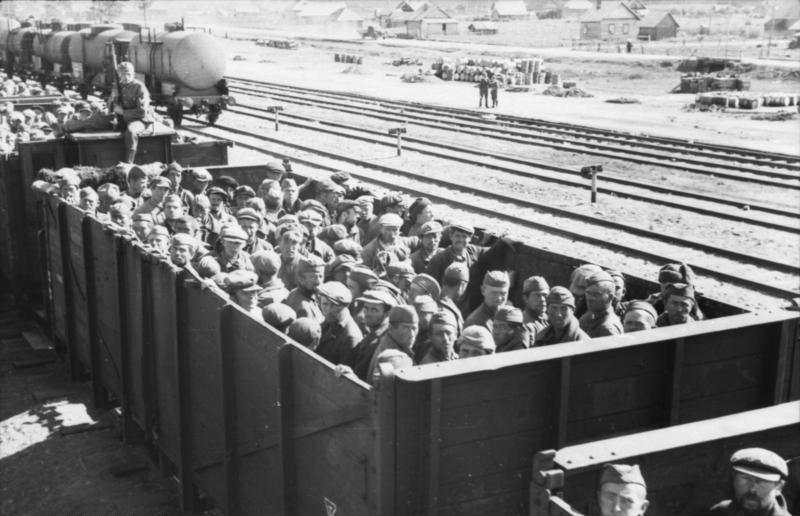
Transport jeńców w otwartych wagonach

Wbrew wszelkim normom międzynarodowym kapitulacja nie gwarantowała przeżycia żołnierzom Armii Czerwonej, gdyż Wehrmacht już od pierwszych dni inwazji na ZSRR traktował jeńców nawet bardziej brutalnie, niż nakazywały to przyjęte założenia i wydane rozkazy. Oddziały Wehrmachtu zastrzeliły wielu żołnierzy sowieckich, gdy próbowali się poddawać, a także nagminnie przeprowadzały egzekucje jeńców, którzy już dokonali aktu kapitulacji (brakuje danych liczbowych pokazujących skalę tego zjawiska). Niewątpliwie część tych zbrodni można tłumaczyć bitewną „żądzą krwi” bądź wpływem nazistowskiej propagandy, która podsycała w żołnierzach strach i nienawiść, wzywając do zabicia jak największej liczby wrogów. Bardzo często żołnierze Wehrmachtu zabijali jednak jeńców na polecenie swoich oficerów. Ponadto niemieckie naczelne dowództwo przekazało na różne szczeble dowodzenia liczne rozkazy, które sugerowały, że nie należy brać jeńców lub też wskazywały, że wzięci do niewoli czerwonoarmiści powinni być rozstrzeliwani w odwecie za rozmaite sowieckie przestępstwa. Niektórzy z najwyższych rangą dowódców odwoływali takie rozkazy, gdyż obawiali się osłabienia dyscypliny wojskowej i ewentualnych skutków w postaci wzmocnienia sowieckiego oporu. Praktyka egzekucji była jednak kontynuowana i stopniowo rozszerzana. Szczególnym celem były kobiety służące w szeregach Armii Czerwonej. 29 czerwca 1941 dowódca niemieckiej 4. Armii, feldmarszałek Günther von Kluge, wydał rozkaz rozstrzeliwania kobiet w mundurach. OKH rozkaz odwołało, ale żołnierze na froncie, jak też dowództwa poszczególnych dywizji, przywiązywali do tego niewiele uwagi.
Szczególnie tragiczna była sytuacja rannych jeńców. Zarządzenie Generalnego Kwatermistrza Wagnera z dnia 24 lipca 1941 pozwalało odtransportować na tyły jedynie tych lekko rannych czerwonoarmistów, którzy mieli szansę wyzdrowieć w przeciągu czterech tygodni. Pozostali ranni mieli pozostawać w lazaretach w pobliżu linii frontu, a do ich leczenia nie wolno było wykorzystywać ani niemieckich leków i środków opatrunkowych (co najwyżej zdobyczne), ani niemieckich lekarzy (co najwyżej wzięty do niewoli sowiecki personel medyczny). Rozkaz ten de facto skazywał większość rannych jeńców na śmierć.
Wzięci do niewoli czerwonoarmiści – zarówno ranni, jak i zdrowi – drogę do obozów jenieckich musieli zazwyczaj odbywać pieszo, gdyż wobec znacznego obciążenia niemieckich służb tyłowych nie wolno ich było przewozić samochodami Wehrmachtu. Piesze pędzenie jeńców do obozów oficjalnie usankcjonował rozkaz Generalnego Kwatermistrza Wagnera z dnia 31 lipca 1941. Podczas przemarszu jeńców często nie żywiono przez kilka dni z rzędu, a także odmawiano im wody i jakiejkolwiek opieki medycznej. Ludności cywilnej zabraniano pod groźbą zastrzelenia udzielania jeńcom jakiejkolwiek pomocy. Każdy kto nie miał sił iść dalej, kto padał i nie mógł wstać, kto zatrzymał się choć na moment, był na miejscu rozstrzeliwany. Na przykład podczas pędzenia kolumny 12–15 tys. jeńców z obozu przejściowego w Chorole do Krzemieńczuka, konwojenci zamordowali 1200 jeńców, których ciała pozostawiono niepogrzebane na poboczach. Po całym dniu wyniszczającego marszu jeńców czekało zwykle biwakowanie w nocy pod gołym niebem lub nocleg w zagrodach bydlęcych, gdzie stłaczano ich tak ciasno, że nie było mowy o leżeniu, a niekiedy nawet o siedzeniu.
Równie tragiczny był los jeńców transportowanych koleją. W upalne letnie dni wieziono ich w zapchanych do ostatecznych granic i zamkniętych wagonach, a zimą – na otwartych platformach. Latem jeńcy ginęli więc z braku powietrza, a zimą zamarzali na śmierć. Niezależnie od pory roku, ginęli także z głodu, pragnienia i od kul konwojentów. Przy przeładowaniu pociągów jenieckich – nieotwieranych w czasie długich dni podróży – z wagonów wypadały setki, a nawet tysiące uduszonych lub zamarzniętych ofiar. Niejednokrotnie liczba zmarłych w transporcie przewyższała liczbę ocalałych jeńców. W listopadzie 1941 roku pod stacją kolejową Most na Łotwie odnotowano podczas przeładowywania pociągu, że z całego transportu (liczącego 1500 czerwonoarmistów) żaden jeniec nie zdołał przeżyć podróży.
Szymon Datner oceniał łączną liczbę jeńców zmarłych albo zabitych podczas transportów na 200–250 tys., podczas gdy Timothy Snyder oszacował ją na 200 tys. Jeńcy, którzy przeżyli transport, przybywali do obozów w stanie kompletnego wyczerpania i ginęli masowo w równie nieludzkich warunkach, które ich tam oczekiwały.

## Sytuacja w obozach jenieckich

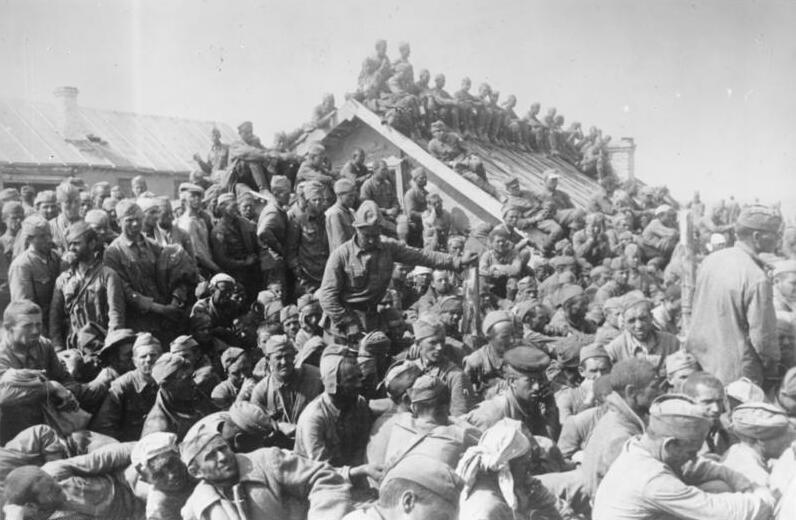
Prowizoryczny obóz jeniecki w pobliżu Smoleńska, sierpień 1941

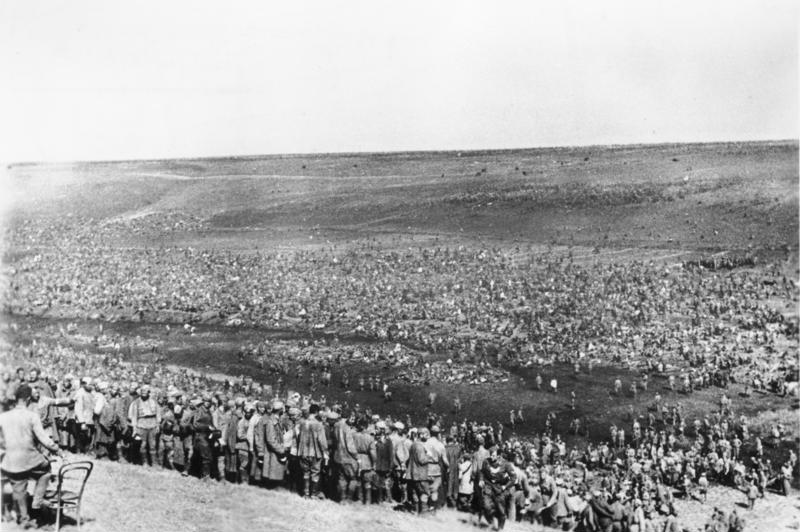
Sowieccy jeńcy

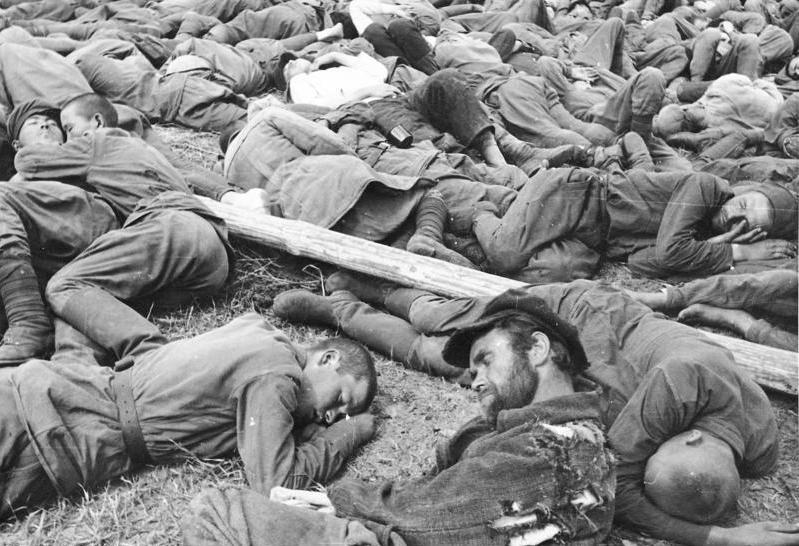
Jeńcy śpiący na gołej ziemi

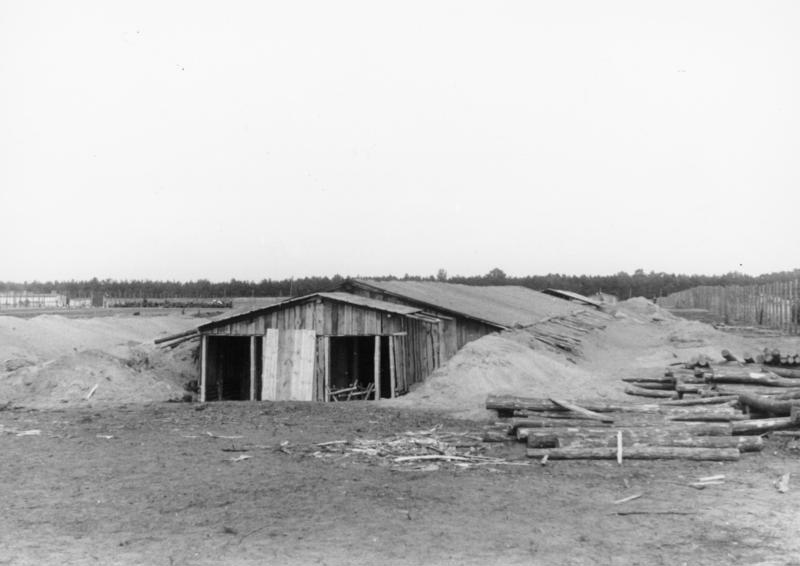
Barak w Stalagu IIB (Hammerstein)

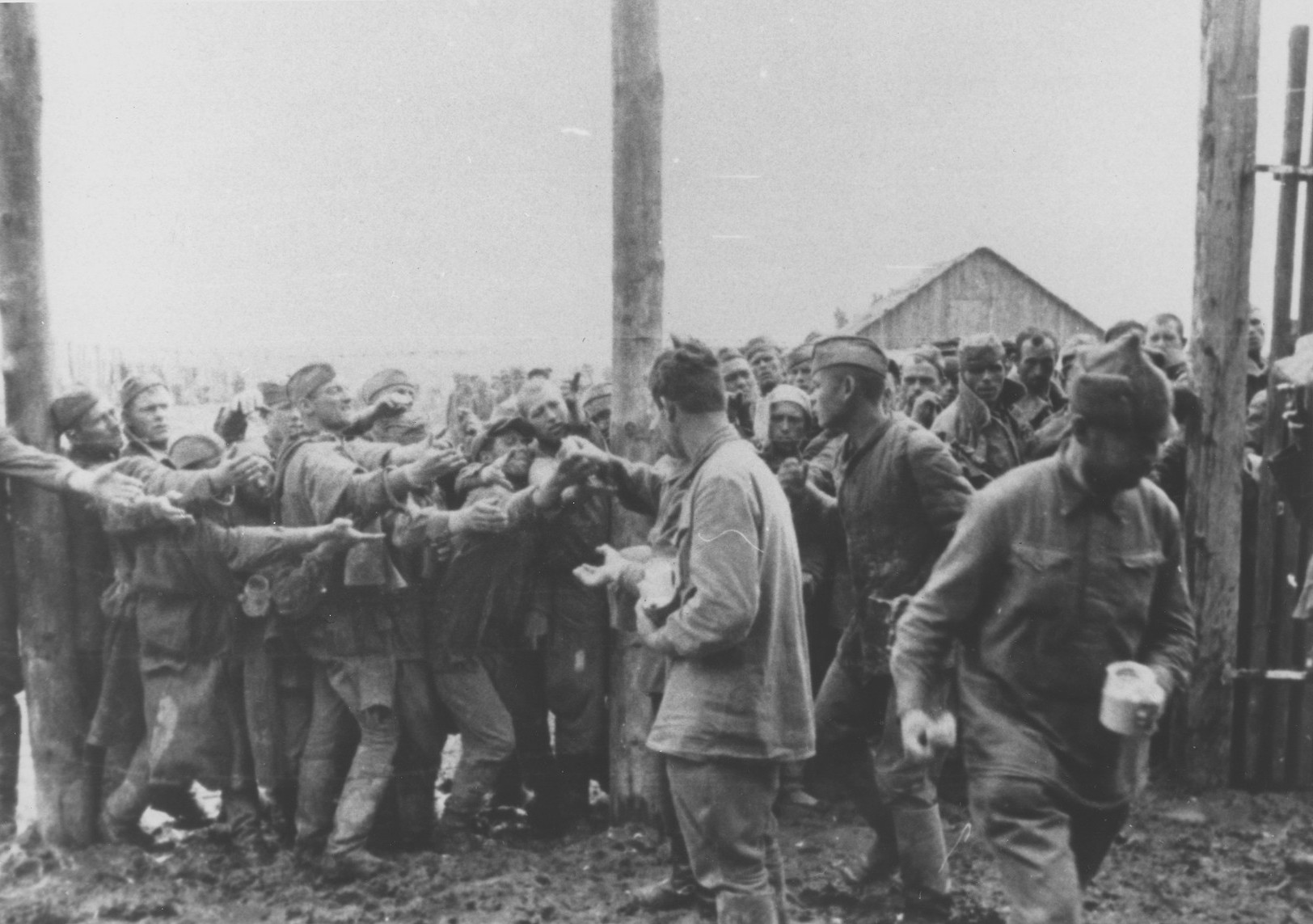
Rozdawanie żywności w obozie jenieckim w Winnicy

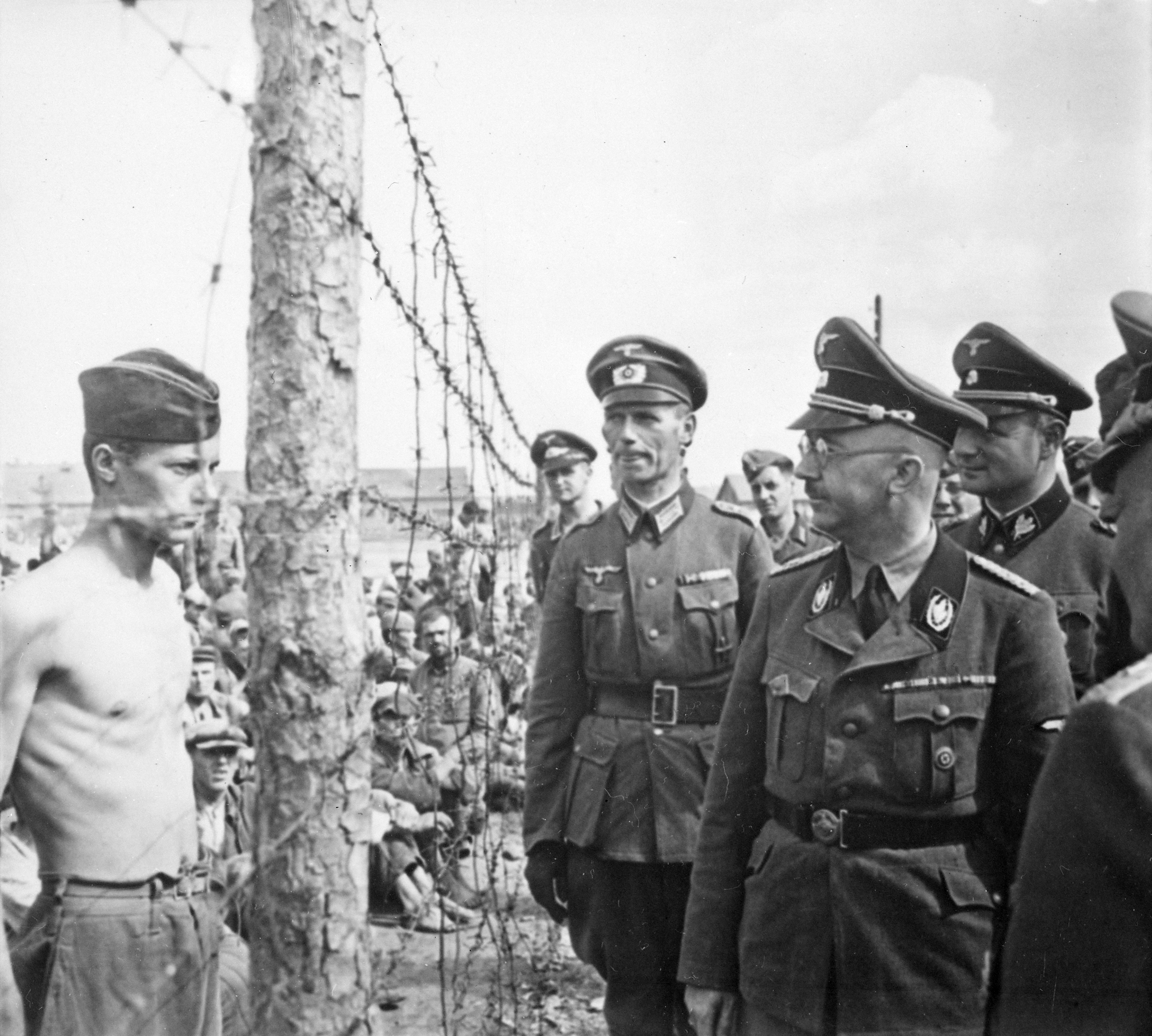
Reichsführer-SS Heinrich Himmler zwiedzający obóz jeniecki, ZSRR 1941

Najwyższe dowództwo Wehrmachtu już w fazie przygotowywania planów inwazji na ZSRR zakładało, że w przypadku planowej realizacji założeń operacji „Barbarossa” w ciągu pierwszych 6-8 tygodni kampanii w niemieckie ręce wpadnie ogromna liczba jeńców – od 1 do 2 mln żołnierzy. Zakładano, że każdy jeniec, którego nie wyznaczono do pracy na rzecz jednostek frontowych, będzie odsyłany z terenu kontrolowanego przez dowództwa dywizji do punktów zbornych na tyłach danej armii, a następnie do obozów przejściowych (tzw. Dulagów) na zapleczu odpowiedniej grupy armii. Na tym etapie odpowiedzialność za los jeńców spoczywałaby w gestii OKH, a w ujęciu bardziej precyzyjnym – w gestii Generalnego Kwatermistrza Wagnera i jego sztabu. W dalszej kolejności OKW miało zabierać jeńców do własnych obozów przejściowych ulokowanych nieopodal zachodnich granic ZSRR – w Prusach Wschodnich i Generalnym Gubernatorstwie. Następnie wędrowaliby oni do położonych dalej na zachód obozów selekcyjnych, a dopiero stamtąd do właściwych obozów jenieckich na terytorium Niemiec (stalagów i oflagów). Cała ta procedura miała w zamierzeniu nie stwarzać obciążenia dla niemieckiego systemu transportowego, którego głównym zadaniem było przekazywanie zaopatrzenia dla jednostek frontowych.
Z chwilą wybuchu wojny doszło do całkowitego załamania powyższej procedury. Niemiecką politykę wobec jeńców sowieckich od samego początku charakteryzowały bowiem całkowite niedbalstwo i lekceważenie problemu. Obozy jenieckie znajdowały się na końcu listy priorytetów wszelkiego rodzaju władz niemieckich. Lokalne władze wojskowe w Prusach Wschodnich i Generalnym Gubernatorstwie przystąpiły co prawda do organizowania obozów przejściowych dla oczekiwanych jeńców, owe działania odzwierciedlały jednak w najlepszym razie brak zainteresowania ich losem. Warunki sanitarne i aprowizacyjne panujące w obozach były prowizoryczne i dalece niewystarczające. Często rezygnowano nawet ze stawiania baraków mieszkalnych. W tej sytuacji budowa „obozu jenieckiego” nierzadko sprowadzała się do ogrodzenia drutem kolczastym wyznaczonego pola lub fragmentu lasu. Zdarzało się, że jeńcy musieli sami od podstaw budować swoje obozy. Co gorsza, Hitler zakazał przetrzymywania sowieckich jeńców na terytorium Rzeszy w jej granicach przedwojennych (Altreich), gdyż obawiał się, iż będą tam prowadzili komunistyczną agitację. W rezultacie sowieccy jeńcy byli lokowani na zrujnowanych działaniami wojennymi i okupacją obszarach Polski i ZSRR, gdzie zapewnienie im wystarczającego wyżywienia i odpowiednich warunków życia byłoby – nawet przy największej dozie dobrej woli – zadaniem wysoce problematycznym.
Stworzone w ten sposób warunki aprowizacji, zakwaterowania, opieki zdrowotnej i pracy, pomimo że nie powodowały natychmiastowego zgonu, skazywały na śmierć niemal wszystkich wziętych do niewoli czerwonoarmistów. Często nawet jesienią i zimą jeńcy byli zmuszeni przebywać pod gołym niebem, w szczerym polu – bez żadnej ochrony przed zjawiskami atmosferycznymi. Nierzadko ich jedynym schronieniem były prymitywne okopy lub ziemianki (najczęściej wykopane własnymi rękoma), a w najlepszym razie nieogrzewane i pozbawione szyb pomieszczenia (jeńcy spali wówczas na gołej ziemi lub na cementowych podłogach). Na obszarach oddalonych od strefy frontowej jeńców przetrzymywano czasem w pustych zakładach przemysłowych, więzieniach lub koszarach, jednak w wielu wypadkach ich stan nie był lepszy niż stan obozów przejściowych. Miały miejsce przypadki, gdy Niemcy rozmyślnie nie pozwalali jeńcom skorzystać z dostępnego schronienia. Dulag 160 w Chorole zorganizowano na przykład na terenie nieczynnej cegielni, jednak czerwonoarmistom zabroniono przebywać w jej wnętrzu. Za złamanie tego rozkazu jeńcom groziło rozstrzelanie. Fatalny pozostawał stan obozowych urządzeń sanitarnych. Często brakowało wody lub była ona dostępna w ograniczonych ilościach. Jeńcy byli także pozbawieni mydła. W efekcie w obozach panowały olbrzymie zagęszczenie, brud i powszechna wszawica (będąca skutkiem ciasnoty pomieszczeń oraz braku bielizny osobistej i pościelowej). W szpitalach obozowych panowały nieludzkie warunki. Dopiero z początkiem jesieni 1941 roku Niemcy podjęli wysiłki, aby przygotować obozy jenieckie na nadejście zimy. We wrześniu na terenach Generalnego Gubernatorstwa rozpoczęto budowę kwater zimowych, jednak prace prowadzone w tym zakresie toczyły się bardzo powoli. Niemcy przeznaczali na ten cel minimalne przydziały materiałów i paliwa.
Obozowi strażnicy traktowali jeńców z ogromnym okrucieństwem. Na porządku dziennym były nieustanne bicie pałkami, biczami lub kolbami karabinów; szczucie psami i inne szykany. Strażnicy mogli bez ograniczeń stosować broń wobec jeńców. Rozstrzeliwano ich zresztą pod byle pretekstem – na przykład za kradzież odpadków kuchennych lub tłoczenie się przy wydawaniu pożywienia. Rozkazy Wehrmachtu dotyczące traktowania jeńców wojennych przez strażników zawsze podkreślały potrzebę surowości. Generał Eugen Müller, działając w imieniu feldmarszałka von Brauchitscha, wydał 25 lipca 1941 rozkaz nakazujący strażnikom natychmiastowe użycie broni wobec pierwszych oznak niesubordynacji lub buntu ze strony jeńców. Uciekinierzy mieli być zastrzeleni bez ostrzeżenia. Müller podkreślił przy tym, że jakiekolwiek wahanie ze strony strażników stanowić będzie niebezpieczeństwo. Rozkaz stwierdzał jednoznacznie, iż: „jakakolwiek pobłażliwość lub nawet próby okazywania życzliwości [wobec sowieckich jeńców] mają być surowo ukarane. Uczucie dumy i wyższości musi zawsze pozostawać widoczne”. Wiele znaczący jest fakt, że niemiecka administracja obozowa zrezygnowała ze sporządzania spisów jeńców, co było przyjętą praktyką nawet w obozach koncentracyjnych. Czerwonoarmiści przebywający w obozach jenieckich nie byli rejestrowani, lecz jedynie liczeni. Pod tym względem obozy dla jeńców radzieckich przypominały jedynie nazistowskie ośrodki masowej zagłady.
Szczególnie tragiczna była sytuacja aprowizacyjna. Przed rozpoczęciem inwazji OKH wydało generalne wytyczne, w których wskazywano, że wzięci do niewoli czerwonoarmiści powinni otrzymywać możliwie najmniejsze racje żywnościowe. Niższe szczeble dowodzenia miały zresztą możliwość dowolnej interpretacji powyższych wytycznych. W efekcie racje żywnościowe w obozach jenieckich były mocno zróżnicowane i żadna z nich nie odpowiadała rzeczywistym potrzebom jeńców. Dla przykładu na obszarze operacyjnym Grupy Armii „Środek” otrzymywali oni racje o wartości 700 kalorii dziennie – nie odpowiadające potrzebom nawet niepracujących jeńców. W innych miejscach jenieckie racje posiadały wartość do 1300 kalorii (dla pracujących) lub 2035 kalorii (dla jeńców odbywających piesze marsze do obozów tyłowych). Wehrmacht czuł się zresztą upoważniony do pozbawiania jeńców nawet tych szczupłych porcji. Na poziomie lokalnym nikt nie chciał wziąć odpowiedzialności za wyżywienie jeńców, a na poziomie politycznym nastawienie wobec tego problemu podsumował Marszałek Rzeszy Hermann Göring, który podczas spotkania z sekretarzem stanu Backe oświadczył, iż żadna umowa międzynarodowa nie zobowiązuje Niemców do żywienia jeńców sowieckich, a opieka nad nimi powinna być uwarunkowana wyłącznie ich zdolnością do pracy (16 września 1941).
6 sierpnia 1941 roku oddział administracji wojskowej kwatermistrzostwa wojsk lądowych (Abteilung Kriegsverwaltung, Generalquartiermeister in OKH) wydał pierwsze ogólne wytyczne dotyczące wyżywienia jeńców. Przewidywały one, że jeńcy będą otrzymywać tylko niezbędne racje, aby nie narażać na szwank morale na froncie wewnętrznym. Celem usprawiedliwienia polityki głodzenia jeńców przypomniano, że ZSRR nie podpisał konwencji genewskich. Wytyczne precyzowały, że norma żywieniowa dla jeńców niepracujących powinna wynosić 2040 kalorii dziennie, natomiast dla pracujących – 2200 kalorii. Była to skrajnie mała racja nawet przy założeniu, że jeńcy rzeczywiście by ją otrzymywali. W rzeczywistości wzięci do niewoli czerwonoarmiści zazwyczaj otrzymywali znacznie mniejsze ilości pożywienia, a z końcem sierpnia 1941 zaczęli już masowo umierać z głodu. 21 października racje dla niezdolnych do pracy jeńców zmniejszono o kolejne 27 proc., co i tak było czystą teorią jeżeli wziąć pod uwagę fakt, iż jeńcy nie otrzymywali regularnych posiłków, a ranni, chorzy i najsłabsi rzadko kiedy otrzymywali jakiekolwiek pożywienie. Co więcej, generał Wagner rozkazał, aby żywność przeznaczona dla jeńców pochodziła wyłącznie z obszarów, na których ulokowane były obozy jenieckie (z Wehrmachtu zdjęto tym samym odpowiedzialność za jej transport do obozów). Tymczasem zgodnie z założeniami „planu głodowego” artykuły spożywcze konfiskowane na okupowanych terenach ZSRR miały w pierwszym rzędzie trafiać do oddziałów Wehrmachtu, następnie do ludności cywilnej w Niemczech i ludności okupowanych obszarów, a dopiero na samym końcu do obozów jenieckich. 13 listopada 1941 roku generał Wagner wprost oświadczył, iż „niepracujący jeńcy znajdujący się w obozach jenieckich mają głodować”. Niemieckim żołnierzom tłumaczono, że karmienie jeńców jest równoznaczne z odbieraniem pożywienia niemieckim dzieciom. Ludności okupowanych obszarów surowo zabroniono niesienia jakiejkolwiek pomocy jeńcom. Alfred Rosenberg, minister ds. okupowanych terytoriów wschodnich, poczuł się wręcz zmuszony zwrócić uwagę feldmarszałka Keitla, iż „los radzieckich jeńców wojennych jest tragedią największego formatu […] na terenach Związku Radzieckiego na podstawie istniejących wiadomości, ludność miejscowa miała najlepsze chęci oddać żywność do dyspozycji jeńców. Kilku zapobiegliwych komendantów obozów z powodzeniem skorzystało z tej okazji. Jednakże w większości przypadków zakazali oni ludności cywilnej dostarczania jeńcom żywności i woleli raczej skazać ich na śmierć głodową”. Ponadto w niektórych dywizjach w strefie frontowej wydano rozkazy, aby jeńców pozbawiać odzieży zimowej.
Efektem takiej polityki był masowy głód. Doprowadzeni do ostateczności jeńcy jedli trawę, korę i igły sosnowe. W obozach walczono na śmierć i życie o każdy kęs pożywienia; powszechny stał się też kanibalizm. Ponadto setki tysięcy jeńców zginęło z powodu chorób, zimna lub brutalności strażników. Epidemia tyfusu, która wybuchła w obozach jenieckich zaczęła nawet zagrażać żołnierzom Wehrmachtu i ludności III Rzeszy. Śmiertelność w obozach wzrastała od jesieni 1941, aby osiągnąć punkt szczytowy w pierwszym kwartale 1942 roku. Na przykład we wrześniu 1941 w obozie przejściowym w Mołodecznie dzienny wskaźnik śmiertelności wynosił 1 proc. Do końca listopada 1941 w obozach na obszarze tyłowym Grupy Armii „Środek” śmiertelność wynosiła już 2 proc. dziennie, a wraz z nastaniem mroźnej pogody wzrastała nadal. Tylko w obozach na terenie Generalnego Gubernatorstwa w okresie między 21 a 30 października 1941 zmarło 45 690 jeńców (4600 dziennie). W listopadzie liczba ofiar wzrosła tam do 83 tys. Sytuacja pogorszyła się z nastaniem zimy. W grudniu 1941 w obozach na terenie Komisariatu Rzeszy Wschód (Białoruś, republiki nadbałtyckie) zmarło 68 tys. jeńców, w Komisariacie Rzeszy Ukraina – 134 tys., w Generalnym Gubernatorstwie – 65 tys., a na terenie III Rzeszy – 72 tys.. Od początku kampanii do stycznia 1942 w obozach umierało dziennie średnio 6 tys. jeńców (nie licząc ofiar niemieckich egzekucji).
O pewnej poprawie sytuacji w obozach jenieckich można było mówić dopiero od połowy 1942 roku. Sowieccy jeńcy nadal pozostawali jednak narażeni na chłód, choroby, niedożywienie i brutalność strażników. Ze względu na wyniszczające warunki i ogromną śmiertelność Szymon Datner porównywał obozy dla jeńców radzieckich do nazistowskich ośrodków masowej zagłady. Z kolei Timothy Snyder oceniał, że w obozach dla jeńców radzieckich zginęło więcej więźniów, niż w obozach koncentracyjnych ulokowanych na terytorium III Rzeszy.

### Wybrane obozy dla jeńców radzieckich
Żołnierze Armii Czerwonej wzięci do niewoli przez Niemców w czasie walk na froncie wschodnim przetrzymywani byli w licznych obozach jenieckich i przejściowych zlokalizowanych na terytoriach ZSRR, Polski i Niemiec. Poniżej zostało opisane kilka obozów dla jeńców radzieckich, które wyróżniały się szczególnie ciężkimi warunkami i wysoką śmiertelnością.
Obozy na terytorium Polski:
- Stalag 307 (Dęblin) – w skład kompleksu obozowego wchodziły cztery podobozy zlokalizowane w rejonie Dęblina, w tym na terenie tamtejszej twierdzy. W latach 1941–1944 przez obóz przeszło ok. 180 tys. wziętych do niewoli czerwonoarmistów. Blisko 80 tys. jeńców zmarło na skutek głodu, zimna, chorób i okrucieństwa strażników[44][52].
- Stalag 319 (Chełm) – w skład kompleksu obozowego wchodziło kilka podobozów zlokalizowanych na terenie Chełma. W latach 1941–1944 przez obóz przeszło blisko 180 tys. wziętych do niewoli czerwonoarmistów. Po wojnie na obozowym cmentarzu odnaleziono zwłoki 60 tys. zmarłych i zamordowanych jeńców. Ponadto według zeznań świadków kolejnych 30 tys. zwłok miało zostać spalonych przez Niemców jeszcze przed zakończeniem okupacji[44][53].
- Stalag 324 (Ostrów Mazowiecka) – obóz został zorganizowany w pobliżu wsi Grądy jeszcze przed wybuchem wojny niemiecko-sowieckiej. Był on pozbawiony budynków mieszkalnych i zasadniczo sprowadzał się do otoczonego drutem kolczastym pola. Obóz został zlikwidowany zimą 1942 roku. Do tego momentu przeszło przezeń ok. 80 tys. jeńców. Na obozowym cmentarzu odnaleziono po wojnie zwłoki 41 tys. zmarłych i zamordowanych jeńców[54].
- Stalag 325 (Zamość) – w skład kompleksu obozowego wchodziły trzy podobozy zlokalizowane w rejonie Zamościa. Na skutek głodu, zimna, chorób i okrucieństwa strażników poniosło tam śmierć 28 tys. radzieckich jeńców[44][55].
- Stalag 366 (Siedlce) – obóz został zorganizowany na terenie koszar wojskowych w Siedlcach. W latach 1941–1944 zginęło tam 23 tys. radzieckich jeńców[54].

Obozy na terytorium ZSRR:
- Stalag 352 (Mińsk) – był to największy obóz jeniecki na Białorusi. Świadkowie wspominali, że jeńcy byli tam przetrzymywani w tak wielkim zagęszczeniu, iż ledwie mogli się poruszać, a potrzeby naturalne mogli załatwiać tylko w miejscu w którym stali. Liczba zamordowanych i zmarłych jeńców mogła sięgnąć 109 500 (być może jest to liczba zawyżona)[48].
- Dulag 127, Dulag 185, Stalag 341 (Mohylew) – obozy o tych nazwach funkcjonowały przez pewien czas w okolicach miasta. W każdym z nich zmarło po 30–40 tys. jeńców. Ocaleli świadkowie wspominali o górach niepogrzebanych zwłok zalegających w pobliżu obozów[35].
- Stalag 336 (Kowno) – obóz zorganizowano na terenie Fortu VI twierdzy kowieńskiej. Na skutek głodu, chorób, mrozu i okrucieństwa strażników zginęło ok. 35 tys. jeńców, z czego 13 936 wymarło w „szpitalu” obozowym[56].
- Dulag 131 (Bobrujsk) – w latach 1941–1944 w obozie zmarło lub zostało zamordowanych blisko 30 tys. wziętych do niewoli czerwonoarmistów. Część z nich zginęła podczas pożaru głównego budynku obozowego, gdy kilka tysięcy jeńców spłonęło żywcem lub zostało zastrzelonych przez strażników[35].
- Dulag 162 (Stalino) – obóz zorganizowano w centrum miasta, w niewielkiej strefie ogrodzonej drutem kolczastym. W obozie przebywało stale ok. 10 tys. jeńców, którzy byli stłoczeni do tego stopnia, iż mogli jedynie stać, gdyż usiądnięcie groziło stratowaniem. Liczba zamordowanych i zmarłych jeńców sięgnęła 25 tys.[35][57]
- Dulag 126 (Smoleńsk) – na skutek głodu, chorób, mrozu i okrucieństwa strażników w obozie tym ginęło od 150 do 200 jeńców dziennie[57].

## Eksterminacja jeńców
Osobną kategorię jeńców stanowili czerwonoarmiści, których Niemcy uznali za najbardziej „niebezpiecznych” z punktu widzenia ideologii narodowosocjalistycznej i zamierzali poddać bezpośredniej eksterminacji. Do kategorii tej zaliczono w pierwszym rzędzie sowieckich komisarzy politycznych, członków partii komunistycznej i związanych z nią organizacji, przedstawicieli inteligencji, urzędników i działaczy gospodarczych, jak również Żydów. Historycy oceniają, że ofiarami bezpośredniej eksterminacji stało się 500 tys. jeńców sowieckich. SS w prowadzonych na swój wewnętrzny użytek statystykach szacowało, że w samym tylko 1941 roku rozstrzelano od 10 do 20 proc. wziętych do niewoli czerwonoarmistów.

### Realizacja „rozkazu o komisarzach”
Mordowanie wziętych do niewoli komisarzy politycznych Armii Czerwonej trwało od pierwszych dni wojny niemiecko-sowieckiej, a szczytowe natężenie osiągnęło w okresie czterech miesięcy poprzedzających grudzień 1941 roku. W niemieckich archiwach zachowały się raporty na temat egzekucji 2252 radzieckich oficerów politycznych. W rzeczywistości liczba ofiar była zapewne większa. Tysiące sowieckich komisarzy rozstrzelano zanim nawet ujrzeli obozy jenieckie. Ginęli oni z rąk żołnierzy Wehrmachtu lub Waffen-SS, których obowiązkiem było zabijanie na miejscu schwytanych w boju i rozpoznanych politruków. Z kolei komisarzy rozpoznanych w punktach zbiorczych lub obozach jenieckich zwykle rozstrzeliwano po krótkim przesłuchaniu.
Podczas procesu norymberskiego, jak również w swych powojennych wspomnieniach, wyżsi dowódcy polowi jak Heinz Guderian lub Erich von Manstein twierdzili, że w ich jednostkach nie stosowano „rozkazu o komisarzach”. Zachowane raporty podległych im oddziałów przeczą jednak tym zapewnieniom. Tylko w jednej dywizji walczącej na froncie wschodnim oficjalnie zalecono niestosowanie rozkazu. Inne jednostki wręcz dokładnie informowały o postępach w wykonywaniu Kommissarbefehl. 18 sierpnia 1941, OKW, po zapytaniach napływających z jednostek frontowych, rozszerzyło nawet zakres obowiązywania rozkazu (dołączając do listy funkcjonariuszy politycznych najniższego szczebla).
Na zapleczu frontowym, obok jednostek Wehrmachtu, w akcji likwidacji komisarzy brały również udział tzw. grupy operacyjne SD i policji bezpieczeństwa (Einsatzgruppen). Niezależnie od powierzonego im zadania „wyławiania” komisarzy w obozach jenieckich, Einsatzgruppen współdziałały ściśle z Wehrmachtem w masowych obławach na komisarzy i innych „podejrzanych”, które prowadzono za przesuwającym się frontem wschodnim. Ponadto dowództwo Wehrmachtu zażądało od swych sprzymierzeńców (Finów, Węgrów, Rumunów i Włochów), aby „politycznych komisarzy, podżegaczy i elementy niepożądane” przekazywali oni w niemieckie ręce.
Po kilku miesiącach walk na terenie ZSRR Wehrmacht zaczął rozważać złagodzenie zapisów „rozkazu o komisarzach”. Generał Eugen Müller w imieniu OKH zwrócił się na piśmie do OKW z sugestią dokonania „rewizji dotychczasowego sposobu traktowania komisarzy” (23 września 1941). Powoływał się przy tym na względy celowości wojskowej. Już trzy dni później z OKW nadeszła jednak odpowiedź, że: „Führer nie zgodził się na wprowadzenie jakiejkolwiek zmiany do wydanych rozkazów dotyczących traktowania komisarzy politycznych”. Dopiero latem 1942 roku nastąpiła pozorna liberalizacja dotychczasowego stosunku do schwytanych politruków. 10 czerwca 1942 szef Gestapo Heinrich Müller wydał okólnik w sprawie segregacji jeńców, nakazujący odizolowanie komisarzy od ogółu więźniów i wysyłanie ich do obozu koncentracyjnego Mauthausen-Gusen. Nie zmieniło to jednak wiele w sytuacji komisarzy, gdyż Mauthausen był jednym z najcięższych niemieckich kacetów, w którym czekała ich zwykle powolna śmierć. Zresztą już 20 października 1942 Müller ponownie nakazał rozstrzeliwać na miejscu schwytanych w walce komisarzy. Do Mauthausen mieli odtąd trafiać jedynie ci komisarze, których zidentyfikowano jako dezerterów. W następnych miesiącach nadal odnotowywano więc meldunki z jednostek frontowych, mówiące o egzekucjach sowieckich komisarzy. Ostatni znany raport informujący o likwidacji politruka pochodził z lipca 1943, od jednostek Grupy Armii „Południe”.

### Selekcja „niepożądanych”

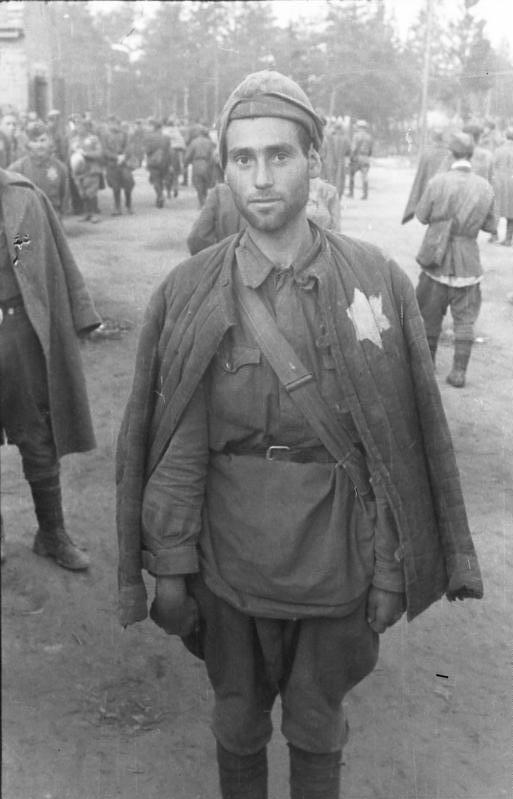
Sowiecki jeniec zidentyfikowany jako Żyd

O ile niemieckie plany przewidywały „likwidację” komisarzy jeszcze na polu bitwy, o tyle pozostałe „elementy niepożądane” zasadniczo miały być identyfikowane i eliminowane na zapleczu frontu. W tym zadaniu Wehrmacht został w dużym stopniu odciążony przez jednostki Einsatzgruppen. Na odcinku jenieckim Einsatzgruppen otrzymały zadanie przeprowadzania selekcji w obozach. Ich celem miało być wyłowienie sowieckich politruków, którzy nie zostali dotąd zidentyfikowani i rozstrzelani przez Wehrmacht, a także identyfikacja i likwidacja komunistów, przedstawicieli inteligencji oraz Żydów.
16 lipca 1941 roku Wehrmacht zawarł porozumienie z Głównym Urzędem Bezpieczeństwa Rzeszy (Reichssicherheitshauptamt – RSHA), które ściśle regulowało zasady współpracy przy eksterminacji określonej kategorii sowieckich jeńców. Już następnego dnia szef RSHA, SS-Obergruppenführer Reinhard Heydrich, oraz generał Hermann Reinecke, szef Wydziału ds. Jeńców Wojennych OKW, wydali – każdy we własnym zakresie – rozkazy dot. selekcji i likwidacji szerokiej, ale precyzyjnie określonej grupy jeńców, których przetrzymywano w obozach na terenie strefy podległej OKW (Prusy Wschodnie i Generalne Gubernatorstwo). Reinecke nakazał komendantom obozów i innym władzom wojskowym współpracę z Einsatzgruppen – m.in. poprzez podział jeńców na grupy wedle ich statusu wojskowego, „pewności” politycznej i pochodzenia etnicznego. Z kolei opracowane przez Heydricha „Wytyczne do oczyszczenia obozów jenieckich, w których przebywają Rosjanie” (rozkaz operacyjny nr 8) nakazywały, aby do obozów jenieckich odkomenderować małe (4-6 osobowe) oddziały, których zadaniem będzie selekcjonowanie „niepożądanych elementów”. Do tej kategorii Heydrich zaliczył: „zawodowych rewolucjonistów”, funkcjonariuszy Kominternu, członków partii komunistycznej i związanych z nią organizacji, urzędników wysokiego szczebla i wysokich rangą pracowników instytucji gospodarczych, komisarzy politycznych, przedstawicieli inteligencji, „podżegaczy i fanatycznych komunistów”. Cztery dni później RSHA wydało w formie uzupełnienia „rozkaz operacyjny nr 9”, w którym podkreślono, że egzekucji „niepożądanych elementów” nie należy w żadnym wypadku dokonywać w obozach – na oczach pozostałych jeńców bądź zwykłych żołnierzy Wehrmachtu. W myśl zarządzeń Heydricha wyselekcjonowani czerwonoarmiści przebywający w obozach jenieckich w strefie OKW mieli być deportowani do najbliższego obozu koncentracyjnego i tam likwidowani. Współpracę przypieczętowała wydana przez OKW „instrukcja ws. traktowania jeńców sowieckich” (8 września 1941). Nakazywano w niej komendantom obozów przeprowadzenie podziału jeńców na kategorie bardziej uprzywilejowane – podlegające w niektórych sytuacjach nawet zwolnieniu (zwłaszcza volksdeutschów, Bałtów oraz do pewnego stopnia Ukraińców) – oraz „elementy politycznie niepożądane”. Selekcji tych ostatnich miało dokonywać SS przy ścisłej współpracy z personelem obozów. Wyselekcjonowani jeńcy mieli zostać przekazani w ręce SS.
O wiele większą rezerwę w stosunku do współpracy z SS wykazywało początkowo OKH. Na obszarach frontowych selekcję i eksterminację „niepożądanych” jeńców przeprowadzał Wehrmacht, gdyż zarządzenie Generalnego Kwatermistrza Wagnera z dnia 24 lipca 1941 zabraniało funkcjonariuszom Einsatzgruppen prowadzenia działań na terenie obozów przejściowych. W owym rozkazie stwierdzono wyraźnie, iż „elementy nietolerowane politycznie i podejrzane, komisarze i agitatorzy będą natychmiast identyfikowani w obozach, a komendanci obozów zajmą się nimi zgodnie ze specjalnymi dyrektywami, to jest rozstrzelają ich”. Ponadto rozkaz Wagnera wyłączał Żydów z grupy jeńców przeznaczonych do likwidacji. Raporty wskazują, że wielu spośród komendantów obozów jenieckich położonych w strefie podlegającej OKH zastosowało się do instrukcji Wagnera, chociaż przynajmniej jeden sprzeciwił się i zwrócił swoich jeńców z powrotem oddziałom bezpieczeństwa. Dopiero 7 października 1941 OKH zezwoliło funkcjonariuszom SS operować na terenie obozów jenieckich znajdujących się w strefie frontowej. Wydany tego dnia rozkaz Wagnera precyzował, iż sowieccy żołnierze będą tracić swój status jeńców wojennych z chwilą przekazania ich w ręce SS (co traktowano jako „zwolnienie z obozu”) – „prawnie” uwalniając w ten sposób Wehrmacht z odpowiedzialności za ich los. Einsatzgruppen miały odtąd wyławiać i likwidować „niepożądanych” jeńców na własną odpowiedzialność, ale w ścisłej koordynacji z komendantami obozów i oficerami wywiadu lokalnych dowództw wojskowych. Ponadto rozkaz Wagnera wymagał, aby „selekcje” odbywały się w możliwie dyskretny sposób, a egzekucje były przeprowadzane bezzwłocznie oraz tak daleko od obozów przejściowych i miast, aby nie dowiedzieli się o nich pozostali jeńcy, mieszkańcy okupowanych obszarów oraz szeregowi żołnierze Wehrmachtu.
Eksterminacja elementów „niepożądanych” przebiegała więc dwutorowo. Jeńców wysyłano w celu likwidacji do obozów koncentracyjnych (obszar OKW) lub likwidowano w odludnych miejscach na okupowanych obszarach ZSRR – z dala od obozów jenieckich i przejściowych (obszar operacyjny OKH). Największe nasilenie akcji eksterminacyjnej przypadło na jesień 1941 oraz przełom 1941 i 1942 roku. W tym okresie SS z reguły nie przestrzegała ograniczeń dotyczących eksterminacji, które zawarto w oficjalnych rozkazach. Wynikało to w dużej mierze z faktu, iż „selekcje” w obozach przeprowadzano na podstawie bardzo mglistych kryteriów, a Niemcy z racji słabej znajomości sowieckich realiów nie potrafili prawidłowo zidentyfikować jeńców i w efekcie często rozstrzeliwali zupełnie przypadkowe osoby. Masowo mordowano więc jeńców pochodzenia azjatyckiego, jak również muzułmańskich mieszkańców Kaukazu, których z racji obrzezania gremialnie uznawano za Żydów. Przez pewien czas Niemcy nagminnie rozstrzeliwali także wojskowych trębaczy, gdyż ich emblematy uznawali błędnie za naszywki noszone przez komisarzy politycznych.
Zarządzenia Wehrmachtu i RSHA dotyczące selekcji i likwidacji poszczególnych kategorii jeńców sowieckich miały moc obowiązującą przez cały okres wojny i do samego jej końca były wykonywane. Od 1942 roku, w ślad za ogólnym złagodzeniem polityki wobec jeńców, ograniczono jednak skalę akcji eksterminacyjnej. 5 maja 1942 rozkazem OKW zakazano dokonywania „selekcji” w obozach jenieckich na terytorium Rzeszy. Odtąd „selekcje” można było wykonywać tylko w obozach zlokalizowanych na terytorium Generalnego Gubernatorstwa bądź na okupowanych obszarach ZSRR. Ponadto od tej chwili kierowanie transportów z jeńcami na terytorium Rzeszy w jej przedwojennych granicach (Altreich) było dozwolone dopiero po wcześniejszym przebadaniu jeńców i wyłowieniu osób „niepożądanych”. Jednocześnie generałowie Wehrmachtu (m.in. Reinecke) zaczęli naciskać na SS, aby ograniczyć likwidację „fachowców”, czy też „wartościowych pracowników”, których potrzebował cierpiący na chroniczne braki siły roboczej niemiecki przemysł. Nadal jednak Wehrmacht przekazywał SS do likwidacji jeńców, którzy podejmowali próby ucieczki lub współpracy z ruchem oporu, jak również jeńców podejrzewanych o złamanie niemieckich praw rasowych (kontakty seksualne z Niemkami) i niesubordynację.

### Eksterminacja w obozach koncentracyjnych

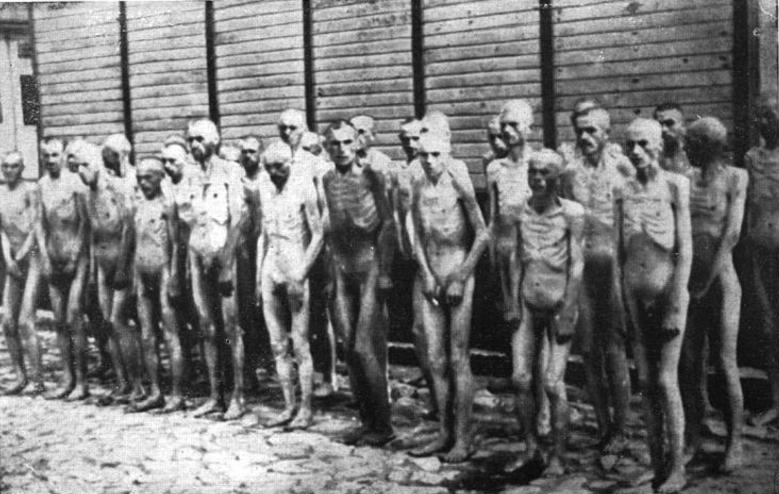
Sowieccy jeńcy w obozie koncentracyjnym Mauthausen-Gusen

Znaczną część spośród zidentyfikowanych „elementów niepożądanych” skierowano do niemieckich obozów koncentracyjnych. Ocenia się, iż mogło tam trafić nawet do 500 tys. sowieckich jeńców wojennych. Jeńców – oficjalnie pozbawionych ochronnego statusu – traktowano w kacetach w ten sam sposób co więźniów cywilnych, a czasem nawet w jeszcze bardziej nieludzki sposób.
Za transport sowieckich jeńców do obozów koncentracyjnych z reguły odpowiadał Wehrmacht. Pozostający pod jego „opieką” czerwonoarmiści zazwyczaj przybywali do obozów w stanie zupełnego wyczerpania fizycznego, a znaczna ich część była zabijana przez strażników jeszcze w trakcie marszu ze stacji wyładunkowej do obozu. RSHA oceniało, że 5 do 10 proc. jeńców przeznaczonych do egzekucji przybywa do obozów „w stanie nieżywym lub półżywym”. Tych, którzy dotarli do obozu, poddawano bezpośredniej eksterminacji lub powolnemu „wyniszczeniu przez pracę”. Największy napływ sowieckich jeńców do obozów koncentracyjnych zanotowano jesienią 1941. Od grudnia 1941 ich napływ stopniowo malał.
Sowieccy jeńcy wojenni trafiali najczęściej do następujących obozów koncentracyjnych:
- Auschwitz-Birkenau – ten kompleks obozowy odegrał szczególną rolę w procesie eksterminacji sowieckich jeńców wojennych. To właśnie w Auschwitz jeńcy sowieccy padli ofiarą pierwszego eksperymentu z gazowaniem więźniów za pomocą Cyklonu B (3 września 1941). W jego wyniku zginęło 600 wziętych do niewoli czerwonoarmistów[23]. Prawdopodobnie w Auschwitz straciło życie ok. 8 tys. radzieckich jeńców[51]. Komendant Rudolf Höß twierdził, że liczba zamordowanych w obozie jeńców wyniosła ok. 20 tys.[75]
- Buchenwald – w latach 1941–1942 w obozie miały miejsce masowe egzekucje „wyselekcjonowanych” jeńców sowieckich, dokonywane zwykle przez członków tzw. Kommando 99[g]. Z ich rąk poniosło śmierć ok. 7200 wziętych do niewoli czerwonoarmistów[76];
- Dachau – od jesieni 1941 niemal codziennie do obozu przybywały pociągi z zamkniętymi wagonami pełnymi sowieckich jeńców. Owe transporty wyładowywano zazwyczaj nocą, a jeńców – w grupach po 400–500 osób – prowadzono na obozową strzelnicę i tam rozstrzeliwano. Natychmiastowej egzekucji zwykle unikało nie więcej niż 10 proc. każdego transportu. W Dachau zginęło od 4500 do 12 000 wziętych do niewoli czerwonoarmistów[77];
- Flossenburg – do tego obozu trafiło łącznie około 2 tys. jeńców sowieckich, spośród których wyzwolenia doczekało zaledwie 102[78];
- Groß-Rosen – w obozie tym wymordowano kilka tysięcy wziętych do niewoli czerwonoarmistów. Między innymi w październiku 1941 przybył do Groß-Rosen transport 2500 sowieckich jeńców, którzy, odseparowani od reszty więźniów, przebywali w niezwykle ciężkich warunkach bytowych. Warunki te oraz nieustanne egzekucje spowodowały w przeciągu zaledwie dwóch miesięcy niemal doszczętne wytępienie całego transportu[79];
- Mauthausen-Gusen – liczba sowieckich jeńców zamordowanych w Mauthausen nie została dotąd precyzyjnie ustalona (Timothy Snyder szacował ją na ok. 10 tys.)[51]. Tysiące uwięzionych w tym obozie czerwonoarmistów zginęło w wyniku egzekucji lub wyniszczających warunków życia i pracy. Przykładem traktowania, jakiemu poddawano jeńców w Mauthausen, może być historia dwóch transportów jenieckich (każdy po tysiąc czerwonoarmistów), które przybyły do obozu jesienią 1942. W momencie wyzwolenia obozu z owych 2 tys. jeńców żyło jeszcze zaledwie pięciu[80];
- Neuengamme – w pierwszych tygodniach, które nastąpiły po inwazji Niemiec na ZSRR, do Neuengamme przybyło kilka mniejszych transportów jeńców, każdy po 300-400 osób. Zostali oni na miejscu rozstrzelani. W sierpniu 1941 przybył większy transport – liczący 1200 jeńców – który umieszczono w barakach odgrodzonych od reszty obozu drutem kolczastym z tablicą Kriegsgefangenlager („obóz jeńców wojennych”). Wobec jeńców zastosowano reżim głodowy. Do kwietnia 1942 z owego transportu żyło jeszcze zaledwie 200 jeńców, których w stanie całkowitego wycieńczenia wywieziono z obozu – rzekomo do normalnego obozu jenieckiego. Jesienią 1942 w Neuengamme zagazowano grupę 179 sowieckich jeńców[78];
- Sachsenhausen – z początkiem września 1941 do obozu trafił transport 18 tys. jeńców sowieckich. W przeciągu niespełna tygodnia nastąpiła całkowita zagłada tego transportu – część jeńców zmarła z głodu, a część rozstrzelano. Egzekucje przeprowadzano w podobny sposób, jak w Buchenwaldzie. Jeszcze przed wytraceniem pierwszego transportu do Sachsenhausen przybył drugi – liczący 8 tys. jeńców. Dla przybyłych czerwonoarmistów nie przygotowano żadnych baraków, żywności ani wody. W efekcie przetrzymywanych na wolnym powietrzu jeńców wygłodzono w przeciągu kilku dni. Ponadto w późniejszym okresie do Sachsenhausen przywożono mniejsze transporty jeńców sowieckich. Łącznie mogło ich tam zginąć nawet do 26 tys.[81]

Ponadto wzięci do niewoli czerwonoarmiści ginęli w takich obozach koncentracyjnych, jak: Mittelbau-Dora, Majdanek, Stutthof oraz Ravensbrück (kobiety).

### Eksperymenty na jeńcach
Przetrzymywani w niemieckich obozach koncentracyjnych sowieccy jeńcy wojenni na równi z cywilnymi więźniami padali ofiarą pseudomedycznych eksperymentów prowadzonych przez lekarzy SS. Jeńców poddawano między innymi sterylizacji, eksperymentom nad hipotermią oraz testowano na nich lekarstwa i preparaty (co wiązało się z celowym zarażaniem lub zakażaniem jeńców). Czaszkami zamordowanych komisarzy politycznych wzbogacono zbiory antropologiczne niemieckich uniwersytetów, gdzie przedstawiano je jako wzór czaszki „podczłowieka”.

## Praca przymusowa i kolaboracja

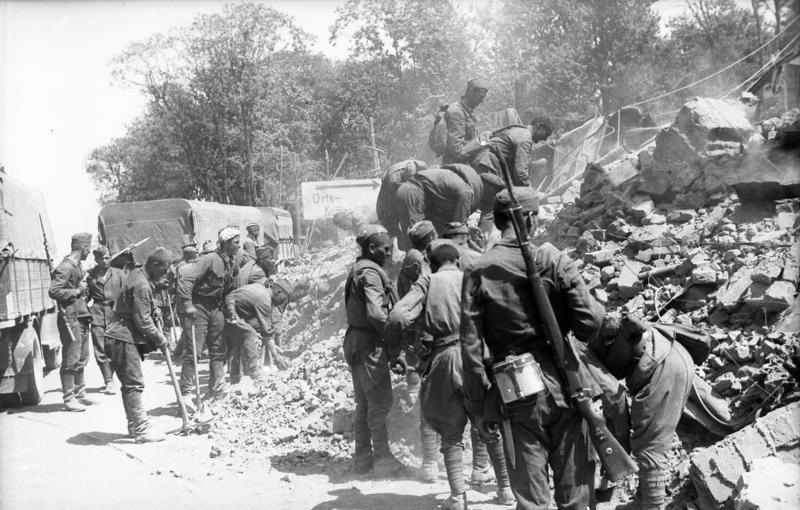
Jeńcy sowieccy podczas robót drogowych w okolicach Mińska, lipiec 1941

Pod koniec 1941 roku Niemcy zaczęli stopniowo rewidować swoją politykę wobec jeńców sowieckich. 30 października 1941 Hitler wyraził zgodę na osadzanie jeńców w obozach ulokowanych na przedwojennym terytorium Rzeszy. Decyzja ta pobudziła niemieckie władze do podjęcia dalszych kroków na rzecz poprawy sytuacji jeńców. W listopadzie 1941 Grupa Armii „Środek” zrezygnowała z praktyki pieszego pędzenia jeńców do obozów. 22 listopada zakazano również przewożenia jeńców odkrytymi wagonami-platformami. Racje dla sowieckich jeńców pracujących w Niemczech wzrosły na tyle, że osiągnęły poziom racji jeńców innych narodowości. OKH również nakazało podniesienie racji dla jeńców przebywających w obozach przejściowych w strefie przyfrontowej. Jednocześnie OKW poleciło podzielić jeńców na trzy kategorie – w zależności od ich zdolności do pracy (połowa listopada 1941). Pierwsza kategoria – obejmująca jeńców całkowicie zdolnych do pracy – miała otrzymywać normalne racje żywnościowe. Jeńcy zdolni do pracy pod warunkiem poprawy ich stanu zdrowia mieli zostać objęci specjalnym traktowaniem – obejmującym m.in. wypoczynek w izbach chorych lub ogrzewanych barakach z opieką medyczną. Los jeńców trwale niezdolnych do pracy nie został oficjalnie skonkretyzowany, lecz zdecydowaną większość zaliczonych do tej kategorii czerwonoarmistów czekała zagłada. Dla większości radzieckich jeńców złagodzenie niemieckiej polityki przyszło jednak zbyt późno – zwłaszcza gdy wziąć pod uwagę fakt, że wiele z powyższych rozkazów i zaleceń nie zostało nigdy zrealizowanych.
Dopiero na przełomie 1941/42 roku Niemcy zaczęli postrzegać sowieckich jeńców jako źródło niewolniczej siły roboczej. 7 listopada 1941 Hermann Göring ogłosił wytyczne dotyczące zatrudniania jeńców, nakazujące przeprowadzenie ich selekcji pod względem zdolności do pracy, a następnie zatrudnianie w niemieckim przemyśle i rolnictwie. Działania mające na celu wykorzystanie jeńców do pracy na rzecz gospodarki III Rzeszy były intensyfikowane zwłaszcza od momentu niemieckiej klęski pod Moskwą, gdy dla nazistowskich przywódców stało się jasne, iż perspektywa błyskawicznego zwycięstwa nad ZSRR oddaliła się bezpowrotnie. Nawet po uświadomieniu sobie wartości jeńców jako źródła siły roboczej, władze niemieckie nie przejawiały woli zapewnienia im właściwych warunków bytowych. We wspomnianych wytycznych z listopada 1941 Reichsmarschall Göring wskazywał na przykład, że „Rosjanin jest niewymagający, dlatego można go nakarmić łatwo i bez poważnego zakłócania naszego bilansu żywnościowego. Nie powinien być karmiony i rozpieszczany jak Niemiec”. 3 grudnia 1941 minister uzbrojenia i amunicji Rzeszy, Fritz Todt, przejął odpowiedzialność za tych spośród jeńców, którzy pracowali jako fachowcy w przemyśle zbrojeniowym. Nakazał zapewnić odpowiednie wyżywienie i zakwaterowanie 30 tys. jeńców oddanym do jego dyspozycji. Jednakże poza tym wyjątkiem, setki tysięcy jeńców nadal pozostawały bez pomocy.
Począwszy od 1942 roku wzięci do niewoli czerwonoarmiści byli masowo wykorzystywani do pracy w niemieckiej gospodarce. Pod koniec wojny w Niemczech było już zatrudnionych blisko milion radzieckich jeńców wojennych. Wziętych do niewoli czerwonoarmistów często zmuszano do wykonywania pracy sprzecznej z prawem międzynarodowym. Konwencja genewska zakazywała wykorzystywania jeńców wojennych do pracy przy instalacjach o charakterze wojskowym jednak radzieccy jeńcy byli zatrudniani na poligonach, przy produkcji broni i amunicji, budowie lotnisk, a nawet zmuszano ich do pracy na rzecz niemieckich jednostek frontowych (tzw. Hilfswillige – „Hiwi”). Jeńców zmuszano także do pracy w majątkach rolnych i przy grzebaniu zwłok. Specjaliści trafiali do zakładów przemysłowych jako wykwalifikowani robotnicy. Praca ponad siły w warunkach niebezpiecznych dla życia i zdrowia, przy słabym wyżywieniu i złym traktowaniu, powodowała nieszczęśliwe wypadki i częste choroby.
Począwszy od 1942 Niemcy zaczęli także werbować ochotników do służby w kolaboranckich formacjach, organizowanych przez Wehrmacht, SS lub policję niemiecką. Wielu jeńców, mając w perspektywie śmierć głodową lub z wycieńczenia w obozach, zgodziło się podjąć współpracę z Niemcami. Byli jeńcy wojenni stanowili ogromną większość (ponad 60 proc.) wśród żołnierzy tzw. Legionów Wschodnich (w skład których wchodzili żołnierze pochodzenia nierosyjskiego), oraz znaczący procent w szeregach tzw. Osttruppen (złożonych głównie z Rosjan). Symbolem kolaboracji stała się Rosyjska Armia Wyzwoleńcza (ROA), dowodzona przez generała Andrieja Własowa i to właśnie mianem „własowców” określano zwykle byłych jeńców na służbie niemieckiej. W rzeczywistości jednak Własowowi udało się doprowadzić do utworzenia własnych sił zbrojnych dopiero pod koniec 1944. Wcześniej byli jeńcy trafiali do służby w najróżniejszych zorganizowanych przez Niemców formacjach. Czasem były to jednostki frontowe lub policyjne (takie jak np. Kureń Kijowski, czy bataliony Schutzmannschaft), czasem grupy wywiadowcze, a czasem garnizony obozów koncentracyjnych lub oddziały likwidujące żydowskie getta i dokonujące krwawych pacyfikacji na tyłach frontu.

## Ofiary

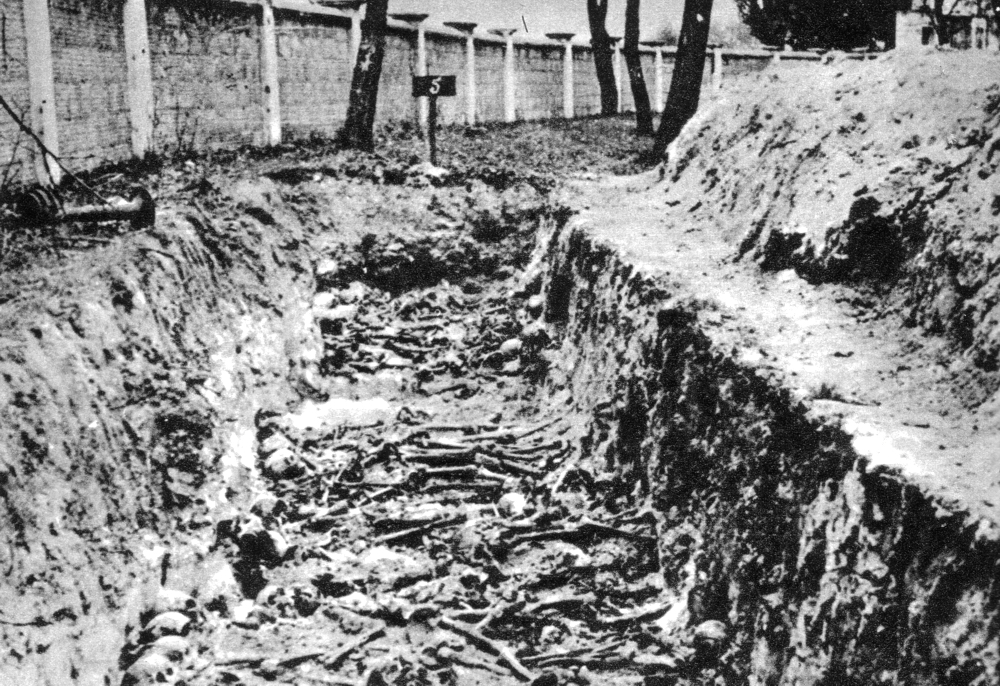
Masowa mogiła pomordowanych żołnierzy sowieckich, obóz jeniecki w Dęblinie

W trakcie II wojny światowej do niemieckiej niewoli dostało się około 5,7 mln żołnierzy Armii Czerwonej. Z tego grona śmierć poniosło od 3,1 mln do 3,3 mln. Zdecydowana większość jeńców zginęła w transporcie lub na skutek wyniszczających warunków panujących w obozach jenieckich. Co najmniej 500 tys. wziętych do niewoli czerwonoarmistów poddano natomiast bezpośredniej eksterminacji. Należy przy tym podkreślić, iż według oficjalnych statystyk w trakcie całej II wojny światowej Armia Czerwona utraciła bezpowrotnie 8 868 000 żołnierzy. Oznaczałoby to, iż prawie 40 proc. spośród wszystkich żołnierzy sowieckich poległych na frontach II wojny światowej zginęło w niemieckiej niewoli.
W latach II wojny światowej śmiertelność wśród wziętych do niemieckiej niewoli czerwonoarmistów wyniosła blisko 57,5 proc., podczas gdy w obozach dla jeńców z państw zachodnich nie przekroczyła ona 5 proc. Jesienią 1941 roku każdego dnia ginęło więcej radzieckich jeńców wojennych, niż wynosiła liczba jeńców brytyjskich i amerykańskich zmarłych w niemieckiej niewoli przez cały okres II wojny światowej. Dla porównania można także wskazać, że podczas I wojny światowej w niemieckiej niewoli znalazło się 1,4 mln rosyjskich jeńców. Objęte ścisłą blokadą Cesarstwo Niemieckie cierpiało wówczas głód i niedostatek nieporównywalny z sytuacją, w której znajdowała się III Rzesza. Odsetek rosyjskich jeńców zmarłych w niemieckiej niewoli wyniósł jednak zaledwie 5,4 proc.
Najwięcej ofiar pochłonął rok 1941. W wyniku wielkich niemieckich zwycięstw z początków kampanii, do niewoli trafiło wówczas od 3,2 do 3,8 mln czerwonoarmistów. Spośród nich, do grudnia 1941 zmarło lub zostało zamordowanych 1,4 mln, a do 1 stycznia 1942 liczba ta wzrosła do 2 mln. Z kolei podczas konferencji w Izbie Gospodarki Rzeszy (Reichswirtschaftskammer), która odbyła się w dniu 19 lutego 1942 dr Mansfeld – wyższy urzędnik przy Urzędzie Głównego Pełnomocnika ds. Zatrudnienia – ocenił, że spośród 3,9 mln czerwonoarmistów, którzy dostali się do niemieckiej niewoli przy życiu pozostało 1,1 mln., co oznaczało, że 2,8 mln zmarło. Tylko 400 tys. ocalałych jeńców było zdrowych w stopniu umożliwiającym pracę na rzecz Rzeszy. Reszta chorowała – zazwyczaj na tyfus plamisty.
Po 1945 roku niektórzy oficerowie Wehrmachtu podejmowali wysiłki, aby przekonać opinię publiczną, że nie spodziewali się, iż w ich ręce wpadnie tak ogromna liczba jeńców i dlatego zabrakło niezbędnych środków, aby się nimi zająć. Padały również głosy, iż niehumanitarne traktowanie jeńców sowieckich było odwetem za brutalny stosunek czerwonoarmistów do żołnierzy Wehrmachtu branych do niewoli (i zazwyczaj okrutnie mordowanych) w pierwszych miesiącach kampanii, jak również za masakry więzienne dokonywane przez wycofujące się na wschód formacje NKWD. Istnieje jednak więcej niż dosyć pośrednich dowodów wskazujących, iż tragedia jeńców sowieckich była konsekwencją sposobu, w jaki przywódcy III Rzeszy postrzegali wojnę z ZSRR. Wskazują na to chociażby rozkazy wydane przez dowództwo Wehrmachtu przed rozpoczęciem operacji „Barbarossa”. Ponadto okrucieństwa, jakim Niemcy wykazywali się w stosunku do wziętych do niewoli czerwonoarmistów nie można uzasadnić tylko kłopotami organizacyjnymi. Mowa tu zwłaszcza o eksterminacji całych grup jeńców, zakazie udzielania pomocy jeńcom przez ludność cywilną, tolerowaniu przez niemieckie władze brutalności strażników z obozów jenieckich. Procesy norymberskie stwierdziły wyraźnie, iż: „traktowanie radzieckich jeńców wojennych charakteryzowało się szczególną nieludzkością. Śmierć tak wielkiej ich liczby nie była jedynie skutkiem akcji poszczególnych strażników lub krytycznych warunków życia w obozach. To był rezultat systematycznych planów zmierzających do mordu”.
Niektórzy historycy uznają niemiecką politykę wobec sowieckich jeńców wojennych nie tylko za zbrodnię wojenną, lecz również za olbrzymi błąd polityczno-militarny. Już pierwsze bitwy 1941 roku ujawniły bowiem bardzo rozpowszechnioną niechęć żołnierza sowieckiego do walki w obronie „ojczyzny proletariatu” i nienawiść do stalinowskiego reżimu – podzielaną zresztą przez ogromną większość ludności ZSRR. Czerwonoarmiści masowo poddawali się oddziałom Wehrmachtu, dezerterowali, a nawet przechodzili z bronią w ręku na niemiecką stronę. Okrutne traktowanie jeńców było jednym z czynników, które spowodowały odwrócenie tych korzystnych dla Niemców zjawisk. W związku z faktem, iż Niemcy nie kryli się specjalnie ze swym stosunkiem do wziętych do niewoli czerwonoarmistów, wieści o losie jeńców szybko rozeszły się wśród żołnierzy Armii Czerwonej i ludności ZSRR. Wykorzystała to od razu stalinowska propaganda. Sowiecki opór stwardniał, a morale Armii Czerwonej wzrosło. Do niewoli nie szły już jak dawniej całe armie, korpusy i dywizje, a liczba dezerterów spadła do ułamka tych, którzy dawniej przechodzili na stronę niemiecką. Ponadto co przyznawali nawet generałowie Wehrmachtu, Kommissarbefehl sprawił, iż niemający nic do stracenia politrucy zmuszali swoich podkomendnych do desperackiej walki do ostatniego żołnierza. W dodatku, masowo mordując jeńców, Niemcy pozbawiali się ogromnej masy potencjalnych robotników, których potrzebowała cierpiąca na braki siły roboczej niemiecka gospodarka.

## Stalinowskie represje wobec byłych jeńców

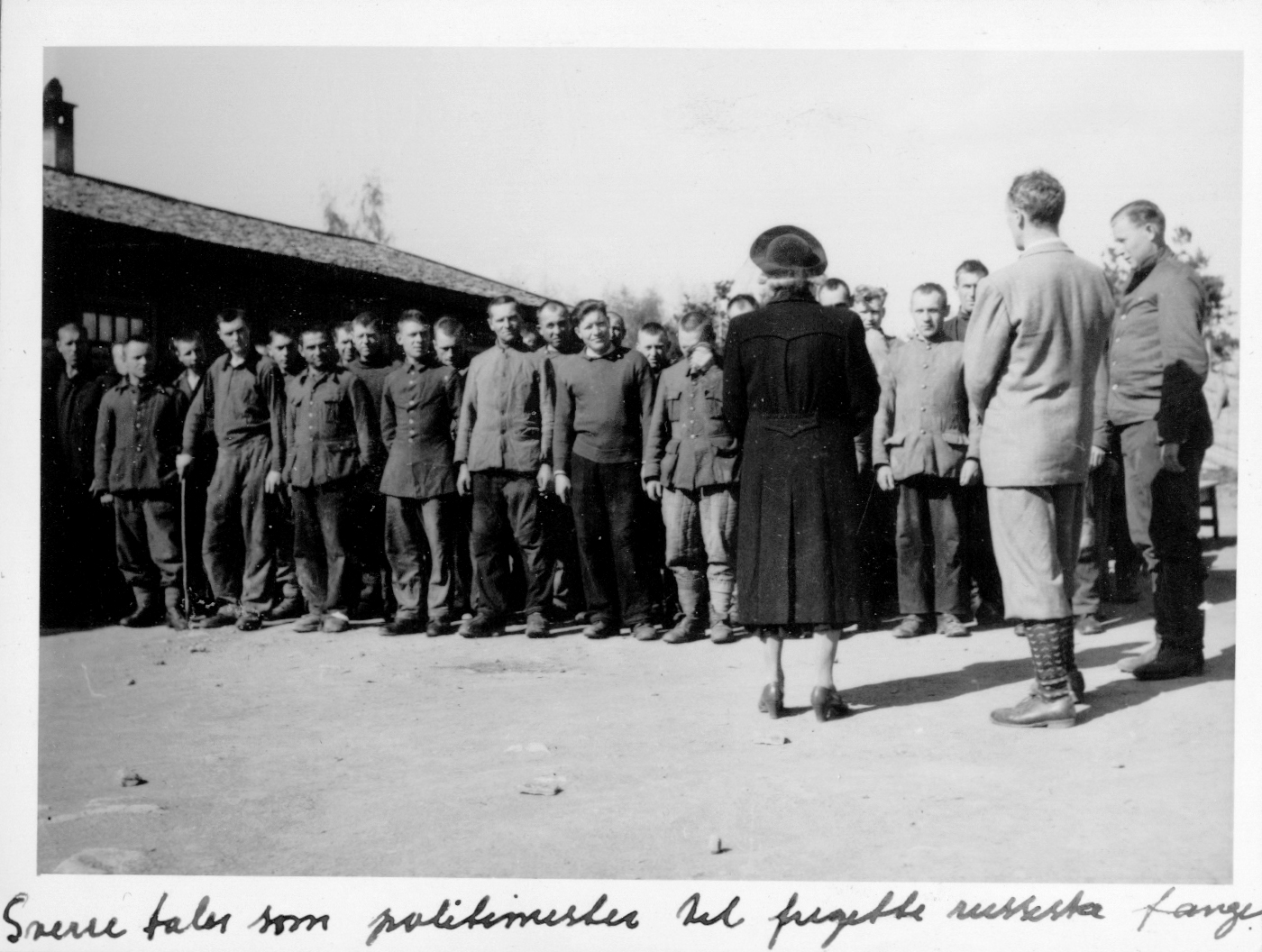
Czerwonoarmiści wyzwoleni z niewoli, Norwegia 1945

Koniec wojny nie zawsze przynosił wolność sowieckim jeńcom, którzy zdołali przeżyć pobyt w niemieckich obozach. W myśl sowieckiego prawodawstwa (kodeks karny z 1936) każdy czerwonoarmista, który dostał się do niewoli, był bowiem uważany za zdrajcę i tracił możliwość powrotu do normalnego życia po wyjściu z obozu jenieckiego. Słynny Rozkaz nr 270, wydany przez marszałka Siemiona Timoszenkę w dniu 16 sierpnia 1941, precyzował, iż: „poddających się należy uznawać za złośliwych dezerterów podlegających uwięzieniu jako łamiących przysięgę i zdradzających swą ojczyznę”. Jeszcze dalej był gotów pójść generał Gieorgij Żukow, który w trakcie walk pod Leningradem wysłał swoim oficerom tajny szyfrogram nr 4976, nakazujący, aby walczącym na froncie żołnierzom uświadomić, że „rodziny tych, którzy poddadzą się wrogowi, zostaną rozstrzelane, a po powrocie z niewoli oni również zostaną straceni”. Ostatecznie „kropkę nad i” postawił sam Stalin, który w transmitowanym przez radio przemówieniu z okazji 24. rocznicy rewolucji październikowej (7 listopada 1941) oświadczył: „nie ma sowieckich jeńców wojennych, są tylko zdrajcy”.
Represje wobec byłych jeńców były stosowane już w latach wojny. Uciekinierzy z niemieckich obozów, dezerterzy z kolaboranckich jednostek, a nawet jeńcy, którzy po ucieczce z obozu przyłączyli się do jednostek partyzanckich, mogli z dużym prawdopodobieństwem oczekiwać oskarżenia o zdradę i szpiegostwo.
Spirala represji rozkręciła się na pełną skalę po zakończeniu wojny. 11 maja 1945 – trzy dni po kapitulacji III Rzeszy – Stalin nakazał, aby na zapleczu każdego z radzieckich frontów utworzyć obozy kontrolno-filtracyjne dla byłych jeńców oraz obywateli ZSRR wywiezionych do Niemiec na roboty przymusowe. Planowano zorganizowanie 100 tego typu obozów – każdy z nich miał pomieścić do 10 tys. osób. Na terenie obozów byli jeńcy mieli zostać „sprawdzeni przez NKWD, NKGB i Smiersz”. Obozy kontrolno-filtracyjne zasadniczo nie różniły się wiele od łagrów. Zazwyczaj były one lokowane w pobliżu zakładów przemysłowych, aby wykorzystać darmową pracę więźniów. Byłych jeńców z reguły czekał wyrok w trybie administracyjnym z artykułu 58 § 1-b sowieckiego kodeksu karnego (w czasie wojny kara śmierci, według obowiązującej praktyki zamieniana najczęściej na 10 lat obozu pracy i 5 lat pozbawienia praw publicznych). Za okoliczność obciążającą stalinowscy sędziowie uważali w szczególności uwolnienie jeńca przez oddziały aliantów zachodnich lub walkę w szeregach zagranicznego ruchu oporu. W takich przypadkach stalinowskie trybunały wydawały wyroki równie surowe, jak w przypadku kolaboracji z Niemcami. Nierzadko rodziny jeńców również poddawano różnego rodzaju represjom – łącznie z aresztowaniami i zsyłkami.
Zdaniem Normana Daviesa powojennym represjom mogło zostać poddanych nawet 1,8 mln byłych jeńców. Według Kriwoszejewa do ZSRR powróciło 1 836 562 jeńców, spośród których 233 400 zostało skazanych przez sowieckie trybunały. Z kolei Antony Beevor podawał, że do 1 grudnia 1946 roku 1 833 567 jeńców wojennych powróciło do ZSRR, z czego aż 1,5 mln zostało następnie poddanych rozmaitym formom represji. Z tej liczby ok. 339 tys. byłych jeńców miało trafić do stalinowskich łagrów, a pozostałych skierowano do specjalnych batalionów pracy. Tych ostatnich traktowano jako „potencjalnych wrogów ludu” i zabroniono im osiedlać się bliżej niż 100 kilometrów od Moskwy, Leningradu i Kijowa. Pod specjalnym nadzorem NKWD znalazły się również ich rodziny. Represje nie ominęły także wysokich rangą dowódców. W latach 1941–1945 do niemieckiej niewoli trafiło 80 radzieckich generałów, z czego 37 zdołało dożyć wyzwolenia. Jedenastu spośród ocalałych zostało po wojnie aresztowanych i skazanych przez trybunały NKWD.
Po wyjściu z łagrów byli jeńcy żyli nadal z piętnem zdrajcy, traktowani przez władze ZSRR jako obywatele drugiej kategorii. Zabraniano im między innymi podejmowania studiów wyższych oraz pracy w lepiej płatnych i atrakcyjniejszych zawodach. Represje wobec jeńców zelżały podczas tzw. odwilży chruszczowowskiej, jednak jeszcze w 1998 formularze dotyczące zatrudnienia w rosyjskich instytutach badawczych zawierały rubrykę, w której należało wpisać, czy ktoś z rodziny był w obozie jenieckim.